# Football Club de Mulhouse
Vous lisez un « article de qualité » labellisé en 2012.
Maillots
Actualités
Le Football Club de Mulhouse, couramment abrégé en FC Mulhouse ou FCM, est un club de football français fondé en 1893. En jouant sous le nom de FC Mülhausen 1893, dans la mesure où l'Alsace était alors sous administration allemande, il dispute ses premières compétitions officielles à partir de 1903 au sein de la fédération allemande, avant de prendre son nom actuel et de rejoindre les compétitions françaises en 1919, après la reconquête de l'Alsace-Lorraine par la France. Le club emménage en 1906 au stade vélodrome de Mulhouse, puis déménage en 1921 au stade de Bourtzwiller, avant de s'installer définitivement à Dornach, où est construit le Stade de l'Ill.
Le club obtient le statut professionnel en 1932 et devient alors un des premiers clubs professionnels français. Il participa au premier championnat de France de Division 1, la même année. C'est pendant la Seconde Guerre mondiale qu'il réalise ses meilleures performances, avec trois titres en Gauliga Elsass entre 1941 et 1944. Redevenu amateur en 1946, il retrouve la Division 2 en 1970 puis le statut professionnel en 1981 ; il atteint à deux reprises la Division 1 en 1982 et 1989, puis stagne en Division 2 dans les années 1990.
Les résultats intéressants du FC Mulhouse s'arrêtent avec la relégation en championnat National, le troisième niveau du football français, en 1998. Les problèmes financiers récurrents du club aboutissent à un dépôt de bilan prononcé en 1999 et une relégation administrative en championnat de France amateur. Le club évolue depuis entre CFA / National 2 (1999-2004, 2005-2017, à nouveau de 2019 à 2020) et CFA 2 / National 3 (2004-2005, 2017-2019 et 2020-2022). Le club tombe même en Régional 1 en 2022 avant de retrouver en 2025 le National 3.

## Historique

### Des débuts dans le contexte impérial allemand (1892-1914)

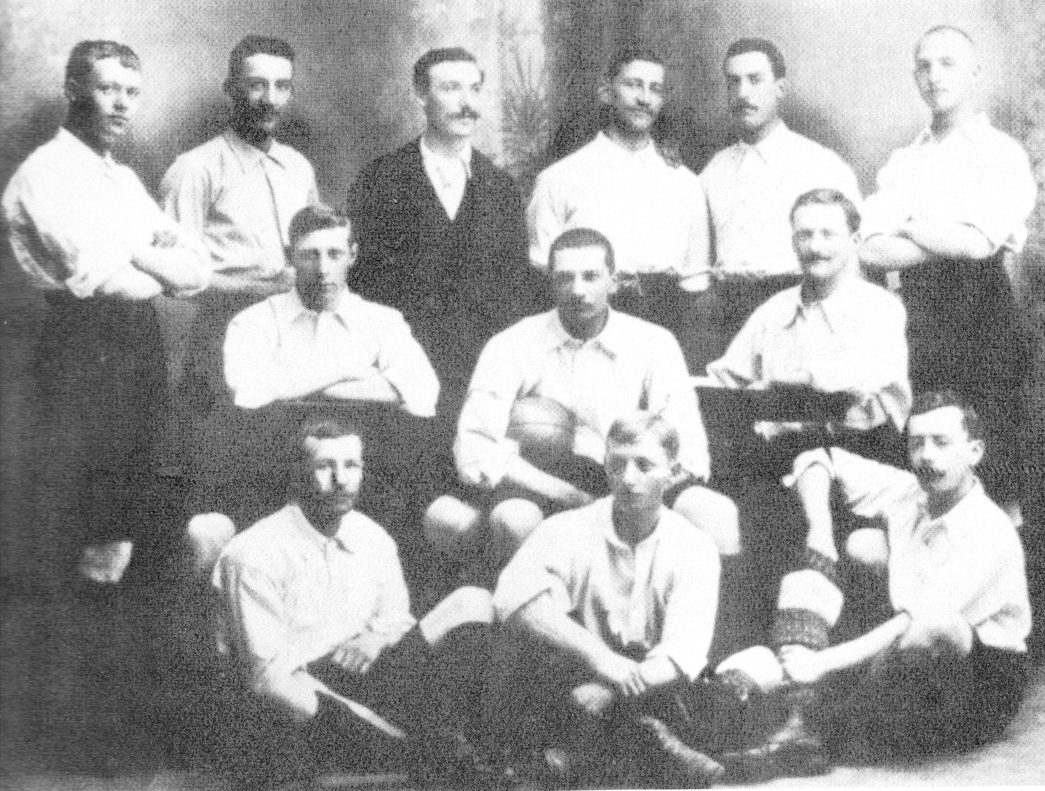
L'équipe alignée par le club en 1894.

L'histoire du FC Mulhouse commence en 1892, après que l'Alsace a été rattachée à l'Empire allemand à la suite de la guerre franco-prussienne de 1870. Deux jeunes Anglais, dont W.E. Kearns, élèves de l'école de chimie de Mulhouse — ville qui portait alors le nom allemand de Mülhausen —, apportent dans leur malle un ballon de football et forment une équipe avec quelques condisciples[réf. nécessaire]. L'année suivante, le football s'implante définitivement à Mulhouse grâce à la fondation du FC Mülhausen[réf. nécessaire]. Dès 1895, le club présidé par Émile Reis prend part à un match international en affrontant les voisins suisses du Grasshopper de Zurich. Un match « retour » a lieu à Zurich en 1897[réf. nécessaire].
Vers 1901, les élèves de l’Oberrealschule et du Gymnasium, membres des Young Boys, rejoignent le FC Mülhausen 93 que préside M. Platen. Les « jeunes » prennent le pouvoir au club et Fritz Mennecke hérite de la présidence jusqu’en 1906. Le FCM 93 s’affilie alors au Deutscher Fussball-Bund, c'est-à-dire la Fédération allemande de football, en 1904 et se range parmi les meilleures formations d'Allemagne du sud, atteignant notamment la troisième place, derrière le Bayern Munich et le Karlsruher FV, du championnat Südkreis de Süddeutschland en 1904-1905, après avoir remporté la compétition à trois (aux dépens du FC Freiburg et Strasbourg SV) de l'Oberrhein.
En 1902 ou 1906 selon les sources, Alfred Schwartz obtient de son père l'autorisation d'utiliser le stade vélodrome de Mulhouse pour la modique somme d'un mark par an. Le club s'installe sur ce terrain clos et sa situation financière s'améliore après une saison 1905-1906 néanmoins catastrophique. Après cette crise éphémère, le retour à la compétition est cruel. Le FCM 93 encaisse ainsi un cinglant 12-0 face à Freiburg en championnat d'Oberrhein. Deux ans plus tôt, c'était pourtant Mulhouse qui remportait le titre de l'Oberrheingau.
Dès ce début de siècle, le FC Mulhouse traverse une première crise, et pour la saison 1907-1908, le club est retiré des championnats. Les deux saisons suivantes voient le club réaliser de mauvaises performances, qui se traduisent par la première relégation de l'histoire du club, en deuxième série de la Fédération de football d'Allemagne du Sud pour la saison 1910-1911. Le FCM survole ces championnats, et en 1912, il obtient un titre de deuxième série.
En 1910, Joachim Bloch prend en main les destinées du club. Il conservera son fauteuil présidentiel jusqu'en 1938.
Juste avant la Grande Guerre, Mulhouse signe de brillants succès et entreprend une tournée en France. Le CA Paris, récent champion de France, est même battu par les Mulhousiens. L'Olympique lillois, quant à lui, arrache un match nul. À la Pentecôte 1914, les Dogues battent le FC Mülhausen 93 en Alsace. En janvier 1914, quelques joueurs quittent le club et en fondent un nouveau : le Sportverein. En même temps, le FC Mülhausen 93 fusionne avec le FC Victoria. Lorsque la guerre éclate, la dissolution du club est prononcée par les autorités allemandes.

### La Division d'Honneur (1918-1932)

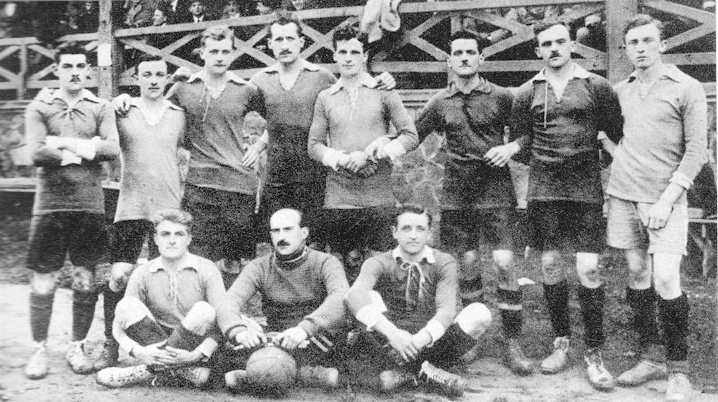
La première formation du FC Mulhouse après la Grande Guerre, en 1919

Une fois la guerre achevée, la ville de Mulhouse, comme le reste de l'Alsace, réintègre le territoire français. En 1918, un seul match est joué, contre le régiment d'infanterie coloniale du Maroc, match gagné par le club mulhousien.
Les matchs officiels reprennent à l'automne 1919. Le FC Mulhouse est affecté au groupe Haut-Rhin de la Division d'Honneur nouvellement créée. Il est par ailleurs important de préciser que le FCM est, avec le SC Sélestat et l'AS Strasbourg, à l'initiative de la création d'une première organisation collective, future Ligue d'Alsace de football association (LAFA).
Dès 1921, le club remporte le titre de champion d'Alsace. C'est cette saison qu'un premier joueur du FCM est sélectionné en tant qu'international français : il s'agit de Paul Bloch, choisi lors d'un match opposant la France à l'Irlande. La même année voit l'inauguration du stade de Bourtzwiller dont le FC Mulhouse sera résident jusqu'en 1979.
En 1922, le club brille moins en championnat. À cette période, la suprématie sur la ville est partagée avec l'AS Mulhouse, contre qui le FCM fait deux nuls en 1922-1923. L'équipe, qui acquiert une certaine notoriété, multiplie les matchs internationaux et bat notamment le Péra Club Constantinople sur le score de 2-1. Le match retour est cependant perdu.
Pour la saison 1923-1934, l'équipe termine à une décevante cinquième place en championnat mais réalise de bons matchs amicaux. Le FCM est le premier club alsacien à se doter d'une structure pré-professionnelle, avec la nomination de Henri Schumacher comme président de la Commission technique et manager de l'équipe première, et de Pierre Weiblen comme vice-président chargé de l'administration sportive. En 1924-1925, l'équipe ne brille ni en Coupe d'Alsace, ni en Coupe de France. En DH, il finit 4e du groupe B et n'est pas qualifié pour la poule finale. Il joue donc la poule de classement, qu'il remporte avec cinq victoires, quatre nuls et une défaite.
En 1926 le FCM renoue avec le haut de classement, et confirme sa suprématie sur la ville de Mulhouse en battant l'AS Mulhouse sur des scores impressionnants. Les Fécémistes finissent premier du groupe B, puis deuxième de la poule finale derrière le Racing Club de Strasbourg, à cause d'une erreur d'arbitrage reconnue sous le nom d'Affaire Lange. De grands joueurs, comme le Hongrois Joseph Remay, arrivent au club. La saison 1926-1927 se termine sur une quatrième place obtenue difficilement grâce à un nul sur l'AS Strasbourg.
En 1927-1928, l'Autrichien Gustav Putzendopler prend les commandes de l'équipe. C'est cette année que le FCM atteint les demi-finales de la Coupe de France, et est éliminé par le CA Paris. En championnat, il finit largement premier de la poule unique mise en place. Dans l'équipe, il y a notamment le jeune Marcel Kauffmann. Le FCM récidive en 1928-1929, finissant premier avec plus de cinq points d'avance sur son dauphin, l'AS Strasbourg.
La saison 1929-1930 est considérée comme une référence. Le FCM enchaîne les scores impressionnants, que ce soit en championnat ou en matchs amicaux contre le CA Paris, battu 4-1, ou les Old Boys Bâle, battus 8-2 et 4-2. En championnat, le FC Mulhouse gagne ses 14 matchs, étant sacré avec 11 points d'avance sur le deuxième, le FC Bischwiller. Le titre est conservé facilement en 1930-1931. C'est cette même année que le club participe pour la première fois à la Coupe Peugeot, précurseur d'un championnat de France.
En 1931-1932, le club remporte une cinquième fois le championnat d'Alsace. Il participe une deuxième fois à la Coupe Peugeot, qui rassemble cette fois vingt clubs parmi les plus prestigieux de France. Il y réalise des performances remarquables, battant tous ses adversaires sur des scores très déséquilibrés, écartant le Red Star en demi-finale au Tivoli à Strasbourg, puis remportant la compétition face au CA Paris sur le score de 4-1. Avec de tels résultats, il semble naturel que le club mulhousien participe au nouveau championnat national professionnel.

### Première période de professionnalisme et affres de la guerre (1932-1946)
En 1932-1933, le club haut-rhinois devient officiellement professionnel et s'inscrit à la première édition du Championnat de France de football, la Division Nationale, dans le groupe A. À cause du refus de participation de trois Allemands recrutés, ainsi que d'une blessure de Ferdinand Swatosch, l'entraîneur-joueur, le FCM termine à la 10e place et est ainsi, avec l'Olympique d'Alès, le premier club à finir dernier de Division 1 et à être relégué. Aussi, en 1933-1934, grâce au renfort d'Antonio Lozes et de l'Autrichien Karl Schott, le FC Mulhouse se classe 3e du groupe Nord de 2e Division et accède ainsi à nouveau à l'élite.
Son retour en Division 1 est réussi, et en 1934-1935, le club termine sixième. Toutefois, ce résultat est considéré comme décevant, vu le nombre d'internationaux présents au début de la saison. Le groupe n'a en effet pas été épargné par les blessures. Il possède dans ses rangs le troisième buteur, l'Autrichien Franz Weselik, auteur de 24 buts. Cependant, dès la saison 1936-1937, le club réalise des résultats moins satisfaisants : avec une 16e et dernière place en Division 1, seulement 15 points d'engrangés en trente matchs, et une défaite 1-9 face au RC Strasbourg, le FC Mulhouse connaît une nouvelle descente en Division 2.
En 1940, l'Alsace étant annexée de fait à l'Allemagne à l'issue de la « drôle de guerre », le FC Mulhouse doit reprendre le nom de Fussball Club Mülhausen 1893 et abandonner le professionnalisme, interdit en Allemagne. C'est la fin de huit années de football professionnel dans le Haut-Rhin, les SR Colmar ayant été amenés à la même fin.
Ainsi, le FCM doit participer à la Gauliga Elsass, le nouveau championnat d'Alsace, qualificatif pour la phase finale de la Deutsche Meisterschaft, le championnat d'Allemagne. Pour sa première saison en championnat allemand depuis 1914 le FC Mulhouse de l'entraîneur germanique Otto Schwab est vainqueur du championnat régional, battant en finale le Rasensportclub Strassburg, ancien RC Strasbourg (3-1, 1-2). Qualifiés pour la phase finale du Deutsche Meisterschaft, les Mulhousiens finissent derniers du Groupe 3 avec un match nul et cinq défaites, malgré la présence dans l'équipe de Pierre Korb, ancien attaquant de l'équipe de France.
En 1941-1942, le FC Mulhouse termine quatrième de Gauliga Elsass derrière la Sportgemeinschaft SS Strasbourg, le Rasensportclub Strassburg, et le SpVgg Kolmar. L'arbitre mulhousien Charles Munsch, arbitre de la Coupe de France de football 1937-1938 entre l'Olympique de Marseille et le FC Metz, dirige une demi-finale du championnat d'Allemagne entre le SV Blau-Weiss Berlin et le First Vienna FC 1894. La saison suivante, les Mulhousiens remportent à nouveau la Gauliga Elsass, devançant le Rasensportclub Strassburg à la différence de buts. Ils appliquent le système de jeu du « WM » importé par un nouveau venu, le joueur du VfB Stuttgart Ernst Otterbach, qui sera sacré champion d'Allemagne 1950. Mais en 16e de finale du championnat d'Allemagne, le FC Mulhouse est lourdement défait et éliminé à Sarrebruck par le FV 03 Saarbrücken, futur finaliste.
En 1943-1944, le FC Mulhouse domine la Gauliga Elsass facilement, grâce notamment aux internationaux allemands August Klingler, Edmund Conen, et le Mulhousien Marcel Schumacher. Le 16 avril 1944, en 16e de finale du championnat d'Allemagne, le FCM 93, avec probablement la plus belle équipe de son histoire, bat le Kickers Offenbach sur le score de 4-2 au stade de Bourtzwiller à Mulhouse, grâce à des réalisations de Schumacher, Klingler, qui inscrit un doublé, et Hartmann. Son jeune gardien René Heitz arrête un penalty. Mais en huitième de finale, encore à Sarrebruck, le FCM 93 est éliminé après un match riche en buts, clos sur le score de 3 à 5.
En 1944-1945, les combats pour la libération de l'Alsace empêchent le FC Mulhouse de prendre part à la Gauliga puis à la Coupe de France en raison de la contre-attaque des troupes de Gerd von Rundstedt. Pour la saison suivante, de retour dans les championnats français, le club est inscrit en Division 2 professionnelle. À la suite d'une saison catastrophique où l'équipe première termine dernière de la poule Nord, le club du président Henri Schumacher décide d'abandonner le professionnalisme et repart en Division d'Honneur.

### De l'abandon du statut professionnel au «baron du CFA» (1945-1970)
Le club abandonne en 1946 le statut professionnel et repart en Division d'Honneur. Il termine champion du groupe Haut-Rhin, puis d'Alsace grâce à une victoire face à la réserve du RC Strasbourg. La même année, il manque même de peu le titre de champion de France amateur. La saison 1947-1948 est tout aussi satisfaisante puisque le club termine deuxième derrière les réservistes strasbourgeois, et est aspiré vers la nouvelle Division nationale qualificative pour le championnat de France amateur en compagnie de ces derniers et du Football Club de Colmar. Le FC Mulhouse s'impose rapidement comme l'un des meilleurs clubs de CFA, ainsi que comme le meilleur club amateur alsacien.
Les débuts en division nationale se font en douceur. Le club, affecté au groupe Est à chaque édition de 1948 à 1970, termine sixième en 1948-1949, puis troisième en 1949-1950, après une saison relativement calme. En 1950-1951 et 1951-1952, l'équipe termine deux fois septième, ce qui constitue une grande déception dans la mesure où l'équipe est entraînée par l'ancien joueur du Stade de Reims Lucien Perpère, dont la notoriété laissait augurer de meilleurs résultats.
La saison 1952-1953 voit le club caracoler avec les équipes de tête, si bien qu'on peut lire, en mars 1953, dans le bulletin du club « Depuis la création du CFA en poules régionales, jamais le FCM n’avait connu, à cette époque, un classement aussi satisfaisant ». En 1953-1954, le FC Mulhouse participe pour la première fois à la poule finale.
Lors de l'édition 1954-1955 de la Coupe de France, les Fécémistes se distinguent en éliminant l'Olympique de Marseille en 32e de finale. En 1955-1956, le FCM, champion du groupe Est, participe à la poule finale. Après trois victoires 1-0 contre les réserves de l'AS Saint-Étienne et des Girondins de Bordeaux, et l'US Quevilly, les Mulhousiens perdent 6-1 face à la réserve du Stade de Reims et c'est Saint-Étienne qui est sacré champion, à la différence de buts.
En 1956-1957, le FC Mulhouse, encore champion du groupe Est, participe à la poule finale en compagnie de l'US Blanzy-Montceau, de l'US Maubeuge, du Stade olympique choletais, et du Rodez AF. Un nul contre le SO Cholet à Bourtzwiller suffit alors à l'obtention du titre. Toutefois, c'est une défaite 4-5 et l'US Maubeuge est sacrée champion, encore à la différence de buts. Pour la saison suivante, le FCM, encore premier du groupe Est, aurait été champion à l'issue de la poule finale si le règlement de la saison précédente avait été maintenu. C'est l'US Quevilly qui est finalement sacrée.
Les années 1960 voient de nombreux parcours méritant d'être soulignés, comme lors de la saison 1962-1963, où le club termine champion du groupe Est, la suivante, où il termine deuxième derrière l'AS Mulhouse, ou la saison 1967-1968, qui voit notamment la signature de l'international paraguayen José Parodi.
Les nombreux derbies contre le club voisin de l'Association sportive de Mulhouse étaient souvent l'acmé de la saison pour de nombreux fidèles du stade de Bourtzwiller, qui accueillait alors plus de 2 000 spectateurs. Ce stade connaît en 1969 son record d'affluence pour un quart de finale de Coupe de France contre le FC Girondins de Bordeaux (Division 1), perdu 1-0 par le FCM, où se retrouvent près de 12 000 spectateurs.

### Retours en Division 2 et lent retour au professionnalisme (1970-1981)
En 1970-1971, bien que le dernier exercice ne se soit clos que sur une neuvième place, à 16 points du champion, l'AS Pierrots Vauban Strasbourg, le FC Mulhouse choisit de quitter le CFA pour jouer en Division 2, championnat désormais ouvert aux équipes amateur. Le dernier match de CFA est joué le 6 juin 1970, contre la réserve du FC Sochaux-Montbéliard, battue 4-0.
Pour sa première saison en Division 2 depuis 1946, le FCM finit huitième du groupe Nord. À la même période, une fusion avec l'AS Mulhouse est avortée en raison des conditions excessives exigées par les Asémistes. La saison suivante, malgré l'arrivée de José Sanchez, ainsi que du Nancéien Eddy Dublin dans le but de renforcer l'équipe, le FCM finit encore huitième. Pour la saison 1972-1973, le club mulhousien progresse, et finit sixième, avec pour la première fois une différence de but positive : +8. Les Sud-Alsaciens obtiennent même le titre honorifique de premier club amateur. Les deux saisons suivantes sont moins bonnes, les Mulhousiens ne finissant que 10e puis 14e. Le 6 novembre 1973, le FC Mulhouse accueille le Paris Saint-Germain devant 5 174 spectateurs, lors d'un match amical de gala.
Cette lente détérioration des résultats se traduit par une relégation en Division 3 à l'issue de la saison 1975-1976. Les six ans de Division 2 pèsent alors sur le budget du club, contraint à une cure d'austérité. Malgré cela, le club termine quatrième en 1976-1977 et parvient à remonter en 1978, grâce à la défection de Vauban Strasbourg. Pour la saison 1978-1979, le club se montre ambitieux, avec le duo formé par le président Ernest Henna et l'entraîneur, Roland Merschell, mais ne parvient pas à faire mieux qu'une treizième place.
En 1979, le FC Mulhouse quitte le stade de Bourtzwiller, laissé au Red Star Mulhouse, pour le stade de l'Ill, une enceinte omnisports de 12 600 places construite par la ville. Pour la saison 1979-1980, le club réalise un mercato ambitieux, mais un très mauvais exercice : seizième, il est à nouveau relégué. C'est à ce moment qu'André Goerig accepte la présidence, nomme Daniel Bourgeois au poste de directeur sportif, et Eugène Battmann au poste d'entraîneur.

### Du retour en Division 1 à la relégation en National (1981-1998)
En 1981, le FC Mulhouse, 2e de sa poule de Division 3, profite du désistement de Vauban Strasbourg et remonte en Division 2. Dans la foulée, le 15 juin 1981, est créée une section professionnelle au sein d'une Société anonyme d'économie mixte sportive au capital de 1 000 000 F réparti majoritairement entre la Ville de Mulhouse, qui possède 49 % du capital, l'association FC Mulhouse Omnisport, qui possède 35 % du capital, le reste étant partagé entre différentes entreprises privées,. Jean-Marc Guillou, alors à Neuchâtel Xamax, signe comme entraîneur-joueur. L'engouement du public est réel : ils sont par exemple près de 10 000 à assister à la réception du leader rouennais, battu 4-1 et à l'issue de cette saison, après des barrages d'accession remportés face à l'US Valenciennes-Anzin (5-2, 1-1), le club remonte enfin en Division 1, près de 44 ans après sa dernière saison dans l'élite.
L'exercice 1982-1983 en Division 1 est difficile. L'effectif est largement modifié. Malgré un début encourageant avec un nul face au FC Nantes, futur champion, la question du maintien se pose rapidement. Le FCM perd ses treize premiers déplacements, ce qui constitue encore aujourd'hui un record à ce niveau, et est relégable pendant trente-quatre journées sur trente-huit. À l'issue de la saison, les Mulhousiens retournent donc logiquement en division inférieure.
Pour l'exercice 1983-1984, le recrutement de l'entraîneur Gérard Banide, vainqueur de la Coupe de France et du championnat avec l'AS Monaco les saisons précédentes, et de joueurs réputés comme Didier Six ou le gardien de but Jean-Marc Desrousseaux, est prometteur mais l'amalgame ne se fait pas. Le championnat raté est compensé par un bon parcours en Coupe de France, où le club n'échoue qu'en quart de finale contre le FC Nantes, après avoir notamment éliminé le Paris Saint-Germain.

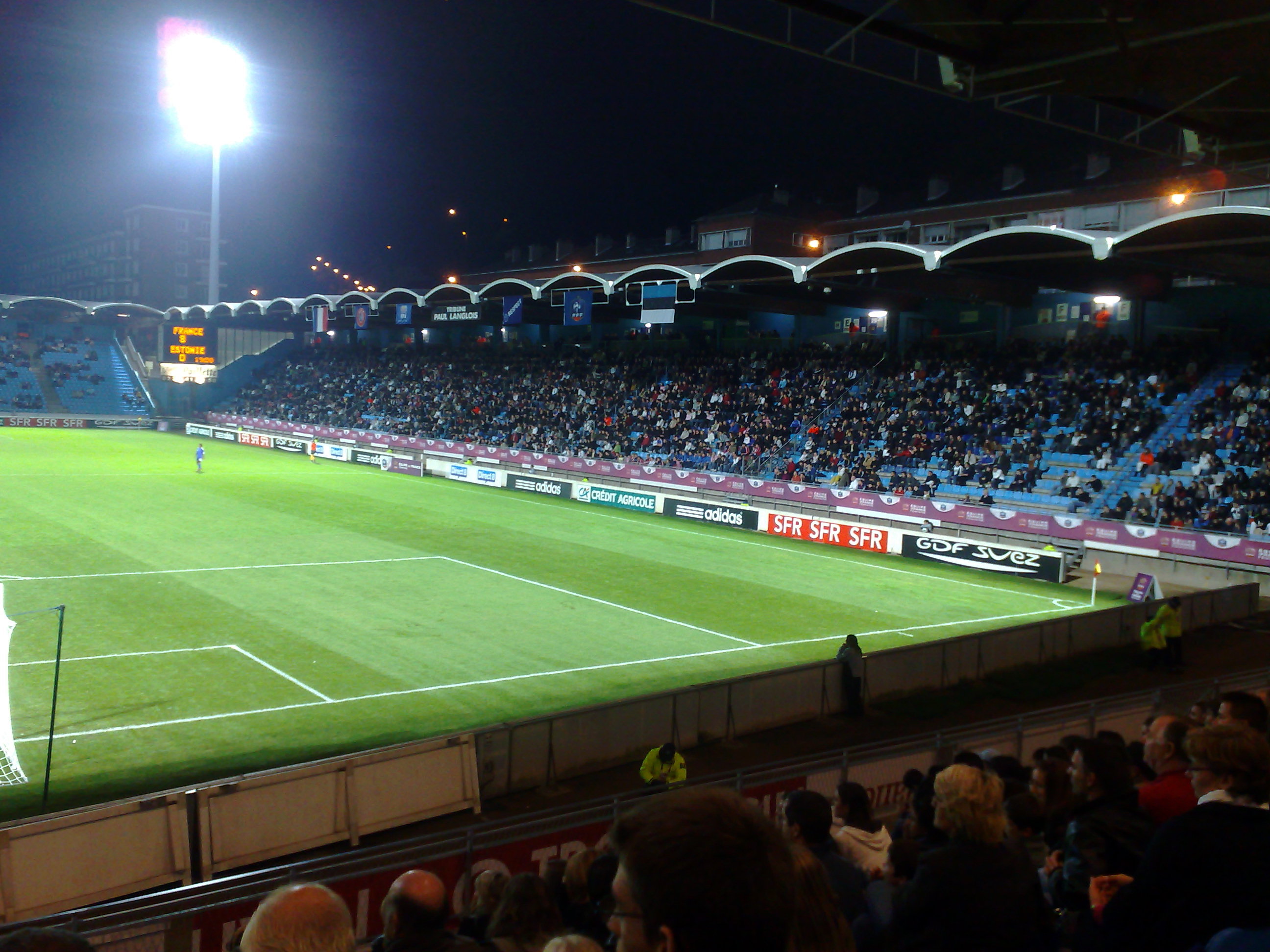
Le stade Jules-Deschaseaux du Havre, où le FCM rate le titre de champion de Division 2 1984-1985.

En 1984-1985, l'ancien international Raymond Domenech signe comme entraîneur-joueur au club. C'est à Mulhouse que le futur sélectionneur commence sa carrière d'entraîneur. La même année, Raymond Hild, dit Max, arrive en tant que responsable de la formation. Il y restera jusqu'en 1991. Pour cette saison, tout se joue lors de la dernière journée. Le FCM se déplace sur le terrain du Havre AC, alors co-leader du groupe A avec 50 points. Une défaite 1-0 envoie le FCM en barrages, où il est deux fois défait par le Stade rennais. Il en sera de même pour les trois saisons suivantes : en 1985-1986, le FCM gagne en pré-barrages contre l'Olympique lyonnais, puis en barrages contre l'Olympique d'Alès, mais perd contre l'AS Nancy-Lorraine en barrages D1/D2. Pour la saison 1986-1987, le FCM est éliminé dès les pré-barrages par l'Olympique lyonnais, deuxième du groupe B (4-3).
Didier Notheaux, alors en poste au Havre AC, arrive en tant qu'entraîneur en 1988. Les coéquipiers du capitaine Lamine N'Diaye terminent premiers du groupe B devant le Brest Armorique FC et remportent ainsi le ticket pour la Division 1. Néanmoins, le tout jeune club promu accumule une dette de près de 42 millions de francs.
À nouveau parmi les vingt meilleurs clubs français, le club se renforce avec les arrivées de Marc Andrieux, de Blaž Slišković, d'Eddie Krnčević, de Philippe Sence et de l'international allemand Manfred Kaltz. Malgré les douze buts de Franck Priou, au douzième rang du classement des buteurs du championnat à égalité avec Laurent Blanc notamment, mais rebelotte, le club termine à nouveau au dernier rang et se retrouve déjà condamné à la relégation dès le printemps 1990. Durant cette saison, les changements de président sont nombreux : Goerig est débarqué du fait de sa propension à la dépense, il est brièvement remplacé par le député-maire de Mulhouse Jean-Marie Bockel, puis ce dernier laisse Christian Debève, l'un de ses adjoints, prendre le dossier. C'est finalement Jean-Marc Guillou, entraîneur-joueur du FCM de 1981 à 1983, qui devient président.
La saison suivante est mouvementée. Jean-Marc Guillou démissionne et est à nouveau remplacé par Christian Debève. Robert Dewilder, successeur de Didier Notheaux comme entraîneur, réussit à redresser la barre sur le terrain. Le club termine dixième de deuxième division, puis onzième l'année suivante, qui voit l'arrivée de Jean-François Boetsch comme président en cours de saison.
En 1992-1993, Bernard Genghini devient entraîneur du FC Mulhouse. La tragique disparition de Frédéric Johansen, grand espoir du club et no 10 de l'équipe de France espoirs de football marque les esprits. Le club termine au onzième rang, un classement théoriquement insuffisant pour son maintien du fait de la fusion des deux poules. Mais il est néanmoins repêché administrativement pour participer à la Division 2 grâce au système de la nouvelle poule unique. En 1993-1994, le club se maintient puis enchaîne des saisons moyennes en Division 2, marquées néanmoins par de bonnes performances en Coupe de France, notamment en 1994-1995, où le FCM est éliminé par le FC Metz en quart de finale.
Christian Sarramagna devient le nouvel entraîneur du club mulhousien en 1995, après des passages remarqués sur les bancs de l'AS Saint-Étienne et du FC Martigues. La saison suivante s'engage pourtant mal mais l'équipe réussit à se maintenir en Division 2 grâce à un bon parcours durant les matchs retour. Ce sera également le cas la saison suivante, qui s'augure moyenne dès septembre, où Jean-François Boetsch, président depuis octobre 1991, démissionne ainsi que deux autres membres du comité directeur. Marc Léon lui succède, à la tête d'une équipe renouvelée. Christian Sarramagna quitte le club et est remplacé par Gilles Bourges. C'est la saison suivante que le club va totalement s'effondrer durant les matches retour. Lamine N'Diaye remplace Gilles Bourges au poste d'entraîneur à quatre journées de la fin mais le mal est trop profond et le club est relégué en National pour la saison 1998-1999, pour la première fois de son histoire. Lamine N'Diaye devient entraîneur de l'équipe professionnelle à la tête d'un groupe profondément remanié, puisque les deux tiers de l'effectif de la saison quittent Mulhouse.

### La stagnation en amateur (Depuis 1998)

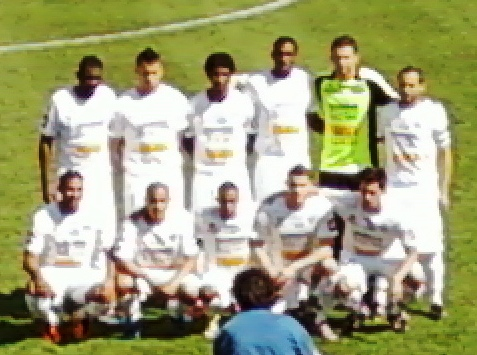
Présentation de l'équipe lors du match contre le Paris SG B au Camp des Loges du 10 avril 2011

En mai 1999, à l'issue de la saison au sein du championnat National où l'équipe essaye de se sauver sportivement, le club dépose le bilan et doit démarrer la saison en Championnat de France amateur en 1999-2000. Il enchaîne les saisons morroses, pire, le FC Mulhouse est relégué en CFA 2 (D5) à l'issue de l'exercice 2003-2004, désastreux sur le plan sportif et extra-sportif. Heureusement, les joueurs parviennent à relever le défi de la remontée immédiate. C'est la première promotion du club depuis 1989.
La saison 2003-2004, où le FCM est relégué en CFA 2, est marquée par une forte crise au sein du club, où un joueur, Yacine Bennaïssa, est exclu de l'équipe après une expulsion au 8e tour de la coupe de France.
Depuis, le club enchaîne les saisons moyennes en CFA, ambitionnant néanmoins de retourner rapidement en National. Alain Dreyfus, devenu président en 2008, se montre ambitieux et affirme à son arrivée « Je veux remonter le club en National dans un premier temps et ensuite en L2 et pourquoi pas plus loin. Il n'y a pas de raisons de ne pas réussir. Je vais bien m'entourer, seul je n'y arriverai pas ». Le club parvient à se rapprocher de cet objectif en 2008-2009, où il termine troisième. Nonobstant un mercato très mouvementé et un grand soutien des supporters en 2009-2010, le FCM se trouve rapidement en difficulté en championnat. C'est son voisin des SR Colmar qui accède au National. Un nouvel entraîneur est nommé : Laurent Croci. En 2010-2011, le club se montre ambitieux mais réalise encore une fois une saison décevante.
En 2010 et 2011, le FCM et l'AS Illzach Modenheim, un club de CFA2 basé dans l'agglomération de Mulhouse, signent des accords de coopération, sans remettre en cause leur indépendance.
Lors de la saison 2012-2013, le FCM occupe plusieurs fois la première place, mais ne termine que sixième, à neuf points du champion, son rival du RC Strasbourg. Les deux derbies d'Alsace constituent des points forts de cette saison à l'issue de laquelle Laurent Croci cède sa place d'entraîneur à Gharib Amzine, auparavant entraîneur-adjoint. La saison 2013-2014 est satisfaisante malgré un départ poussif. De ce fait, le FCM entame l'exercice suivant dans la peau d'un favori pour le titre. Occupant sans discontinuer la première place de la première à la quatorzième journée, le FCM ne parvient plus à suivre l'ASM Belfort, finissant toutefois meilleur deuxième.
En contraste, la saison 2015-2016 est « éprouvante, et angoissante sur la fin », le club n'obtenant son maintien en CFA que le 30 mai 2016 avec une dixième place. Le FC Mulhouse entame alors une « période de transition », réduisant son budget et recalant son objectif de retrouver le professionnalisme à une place secondaire.
Le 20 janvier 2017, l’homme d’affaires américain Gary Allen devient le nouveau président du FCM et initie un rapprochement avec le Portland Spartans FC, club de sa ville natale de Portland dont il est déjà président en le renommant FC Mulhouse Portland. L'objectif du nouvel investisseur est ainsi de ramener le club mulhousien dans le monde professionnel mais la saison se conclut par une relégation en National 3, championnat qui remplace le CFA 2.
En 2019, après deux saisons passées en National 3, le FCM termine premier de son groupe, en dépassant sur le fil la réserve du RC Strasbourg et remonte en N2.

La saison suivante, le FCM se maintient sportivement dans la difficulté alors que le championnat est interrompu par la crise du COVID. Le club est ensuite rétrogradé en Nationale 3 par la DNCG pour des irrégularités comptables.
Les ambitions sportives, toujours réaffirmées par le président américain, restent sans concrétisations. Tant la saison 2020-2021 que la saison 2021-2022 : l'équipe n'obtient qu'un classement dans le ventre mou du championnat avec une 5e puis une 8e place.
Au début de l'été 2022 à l'issue de la saison sportive, il apparait que le club a un gros déficit. Cela entraine une nouvelle rétrogradation administrative : cette fois en Regional 1 (6e niveau national). Garry Allen démissionne le 16 juillet 2022. Le club est placé en redressement le 21 juillet 2022.
Malgré l'incertitude pour l'avenir du club, plusieurs projets, de reprise du FCM, sont montés par des acteurs locaux pour être porté au tribunal de commerce. Ces candidats étant : Alain Dreyfus (président de 2008 à 2017), Frédéric Marquet (manager du commerce de la Ville) et un ancien joueur du club Rayan Zaïen (avocat).
Finalement, seuls deux projets «FCM Renaissance» de Frédéric Marquet et «FCM Renouveau» de Rayan Zaïen passent en jugement. Au bout du compte, c'est Rayan Zaïen qui emporte la décision et devient le nouveau président du club doyen, le 13 septembre 2022.
Bien que qu'évoluant en division régionale, le club fête avec éclat son 130° anniversaire, le 10 juin 2023 devant près de 5000 spectateurs : un match de prestige oppose une sélection d'anciens joueurs du club à une sélection d'anciens joueurs de l'équipe de France.

## Palmarès et résultats sportifs

### Palmarès
Le tableau suivant liste le palmarès du club dans les principales compétitions officielles auxquelles il a participé.
| Compétitions nationales | Compétitions régionales | Compétitions allemandes |
| - Championnat de France D2 - Vice-champion : 1989 - Championnat de France de National 3 (D5) - Vainqueur de groupe : 2019 Compétitions disparues - Coupe Peugeot - Vainqueur : 1932 - Championnat de France amateurs (1935-1971) - Vice-Champion : 1956 et 1958 - Vainqueur de groupe : 1954, 1956, 1957, 1958 et 1963 - Championnat de France (1927-1929) - Champion de Division d'Honneur : 1928 | - Division d'Honneur Alsace - Champion : 1921, 1928, 1929, 1930, 1931, 1932 et 1947 - Coupe d'Alsace - Vainqueur : 1956, 1959, 1964, 1968, 1972, 1982, 1990, 2002, 2007 et 2015 | - Championnat d'Allemagne du Sud - Vice-champion de 1re série : 1914 - Champion de 2e série : 1911 et 1912 - Oberrheingau - Champion : 1905 - Gauliga Elsass - Champion : 1941, 1943 et 1944 - Gaupokal Elsass - Vainqueur : 1943 et 1944 |

Le club remporte en outre d'autres compétitions comme le Championnat de Mulhouse en 1906 et est finaliste du Prix de l'exposition d'Altkirch en 1913. En 1969, le FCM est quart de finaliste de la Coupe de France de football et se voit pour cela décerner le « Challenge France-Football ».

### Parcours en Coupe de France
Depuis la saison 1919-1920, date de sa première participation, le FCM prend part à l'intégralité des éditions de la Coupe de France hormis durant la Seconde Guerre mondiale. Cependant, le club n'atteint jamais la finale et sa meilleure performance est une demi-finale perdue 1-0 contre le CA Paris en 1928.

#### Premières participations (1919-1939)
Le Football Club de Mulhouse participe à la Coupe de France dès sa 3e édition, en 1919-1920. Après un match riche en buts, le FCM est éliminé par l'AS Strasbourg au stade des trente-deuxièmes de finale. Après avoir atteint à deux reprises les seizièmes de finale, où il est éliminé en 1922 par le RC France et en 1924 par l'Olympique de Marseille, le club mulhousien réalise son plus beau parcours en 1927-1928. Alors en Division d'Honneur, le club élimine au stade des trente-deuxièmes de finale l'AC Arles, puis en seizième l'AS Cannes (DH Sud-Est), le FC Rouen (DH Normandie) en huitième, le Stade raphaëlois (DH Sud-Est) en quart de finale, avant d'être éliminé par le CA Paris (DH Paris) sur le lourd score de 5-0. Le club n'atteint plus jamais les demi-finales de la compétition.
Peu après cette « épopée », le FCM participe deux fois aux huitièmes de finale, puis deux fois aux seizièmes de finale en tant que club amateur. En 1932-1933, le club, devenu professionnel, est éliminé en 16e de finale par le Stade rennais. Sur la période 1932-1939, les Mulhousiens atteint quatre fois les seizièmes de finale, et trois fois les huitièmes de finale. On notera notamment une défaite 6-5 face à l'US Boulogne en 1936-1937, après une qualification obtenue sur le score de 9-0 contre l'AS Saint-Dizier.
Le club est éliminé deux fois par l'Olympique de Marseille, en 1934 et en 1938, sur l'invariable score de 2-1.

#### Participations à la Coupe d'Allemagne (1940-1944)
Inscrit en championnat allemand dès 1940, le FC Mülhausen 1893 ne peut plus prendre part à la Coupe de France. Il participe néanmoins à la Coupe d'Allemagne de football.
Lors des deux premières saisons, le club sud-alsacien est éliminé dès le deuxième tour : en Coupe d'Allemagne de football 1941, après avoir battu Rheinfelden, il est sorti par les Stuttgarter Kickers après une défaite 0-4 à domicile. En 1942, le FCM bat d'abord son voisin du RC Strasbourg dans un derby d'Alsace, puis est battu par le VfB Stuttgart.
En 1943, les Fécémistes sont éliminés dès le premier tour par le VfR Mannheim. En 1944, aucune édition n'est organisée.

#### L'immédiat après-guerre puis la période CFA (1945-1970)
Pour son retour en Coupe de France en 1944-1945, le FC Mulhouse doit affronter le Racing Club de Besançon le 7 janvier 1945, mais il déclare forfait en raison des offensives allemandes. L'année suivante, il est sorti en 32e de finale par le FC Sochaux.
Redevenu amateur, le club mulhousien a du mal à percer en Coupe de France. En 1949 néanmoins, il atteint les seizièmes de finale, où il est battu par le FC Sète sur le score de 5-0. En 1951-1952, en 32e de finale face à l'AS Cannes, Mulhouse arrache d'abord un match nul 3-3, puis s'incline en match d'appui 0-1. En 1954-1955, il atteint les seizièmes de finale après avoir battu l'Olympique de Marseille en 32e, et est éliminé par le Toulouse FC.
En 1957-1958, le FCM élimine l'autre club de Mulhouse, l'AS Mulhouse, en 32e de finale. Il atteint ensuite les huitièmes de finale pour la première fois depuis la Seconde Guerre mondiale, où il est éliminé par le futur finaliste, le Nîmes Olympique, devant 24 000 spectateurs à Strasbourg.
Lors des éditions 1961-1962 et 1962-1963, le FC Mulhouse atteint les trente-deuxièmes de finale. Il est éliminé à chaque fois sur le score de 2-1, la première fois par le FC Metz, la deuxième en derby d'Alsace par le Racing Club de Strasbourg, lors d'un match joué par −20 °C. Metz élimine encore les Mulhousiens au même stade en 1964-1965. En 1963-1964 et 1967-1968, c'est le Football Club de Nancy qui élimine Mulhouse, respectivement en 16e et 32e de finale.
La saison 1968-1969 voit le club atteindre les quarts de finale sans toutefois réaliser de grand exploit. En 32e, le club élimine le FC Chaumont, alors en Division 2. Il élimine ensuite l'AS aixoise, également en Division 2, sur le score de 0-2. en 8e de finale, c'est l'AC Cambrai, en bonne position dans son groupe de CFA, qui est sorti par les Fécémistes. Néanmoins, face au FC Girondins de Bordeaux, les Sud-Alsaciens ne font pas le poids, et perdent le match aller comme le match retour.
En 1969-1970, c'est le FC Sochaux qui a raison du club de CFA en 32e de finale.

#### Des années 1970 au dépôt de bilan (1970-1998)
Lors de ses quatre premières saisons en Division 2 depuis 1946, le FCM ne parvient pas à percer et à atteindre ne serait-ce que les trente-deuxièmes de finale. En 1974-1975, le club atteint le sixième tour où il est sorti par les Sports réunis déodatiens, club de Division 3. La saison suivante, il est éliminé en 32e de finale par l'AS Nancy-Lorraine, club de Division 1.
À partir de la saison 1978-1979, où le club évolue en Division 3, les bons parcours se succèdent ; cette saison-là, le club atteint les trente-deuxièmes de finale, perdus contre le FC Metz. La saison suivante, Mulhouse, tombeur de Hirtzfelden et de l'AS Pierrots Vauban Strasbourg, est éliminé par le Montpellier PSC. En 1981-1982, le FCM est encore éliminé par l'AS Nancy-Lorraine, au stade des trente-deuxièmes de finale. La saison 1982-1983 voit le club retrouver la Division 1, et atteindre les seizièmes de finale. Face à l'AS Monaco, le club mulhousien ne trouve pas d'ouverture et s'incline à l'aller et au retour. La saison suivante est l'une des plus belles pages de l'histoire des Fécémistes en Coupe de France : l'équipe dispute les quarts de finale pour la première fois depuis 1968-1969. Les Alsaciens sont notamment les tombeurs du Paris SG, et des Girondins de Bordeaux. C'est le FC Nantes qui met fin à l'aventure : la victoire 3-2 en Alsace ne compense pas la défaite 2-0 subie à la Beaujoire lors du match aller. Les deux éditions suivantes, ce sont des clubs parisiens qui sortent Mulhouse : d'abord le Matra Racing, puis le PSG.
En 1984-1985 et 1985-1986, le Football Club de Mulhouse atteint deux fois les seizièmes de finale. Le club est notamment, en 1985, tombeur de Brest, alors en Division 1, et de l'OGC Nice la saison suivante,. Pour la saison 1986-1987, le club élimine le FC Sochaux (Division 1) après prolongation en 32e, mais est sorti par le stade de Reims en 16e. En 1988, après avoir éliminé l'AS Saint-Étienne et Vallauris, le club mulhousien atteint les huitièmes de finale, où il est éliminé par le Football Club de Metz.
Les deux éditions suivantes voient le FCM atteindre les quarts de finale. L'édition 1988-1989 est notamment marquée par un derby contre le FC Red Star Mulhouse, et par l'élimination de deux clubs de Division 1, l'AS Cannes et le Lille OSC. Le club est finalement éliminé par le FC Sochaux. La saison suivante, où Mulhouse est en Division 1, c'est un derby contre le RC Strasbourg, alors en Division 2, qui est programmé pour les seizièmes de finale ; le FCM s'impose aux tirs au but, devant 12 000 spectateurs. Le club est sorti finalement par l'AS Saint-Étienne.
De retour en Division 2, le FC Mulhouse est à nouveau sorti par le FC Nantes, en 32e de finale. En 1992, c'est l'EA Guingamp qui a raison des Mulhousiens aux tirs au but en 16e de finale. La progression continue pour 1993, dans la mesure où le club atteint une nouvelle fois les huitièmes de finale. L'édition suivante voit par contre le club éliminé dès le 7e tour par le Paris FC.
Pour la saison 1994-1995, le FCM arrive sans réaliser d'exploit jusqu'en quart de finale, où il est sorti par le FC Metz. L'édition suivante est du même acabit : Mulhouse atteint les 16e et est éliminé par les Chamois niortais. Le parcours suivant est très décevant, le FC Mulhouse étant sorti dès le 8e tour par le FC Saint-Louis Neuweg, alors en mauvaise position en DH Alsace.
Par opposition, le parcours 1997-1998 du FC Mulhouse est remarquable : après avoir sorti Meaux au 8e tour puis l'équipe de Champagnole en 32e de finale, le FCM fait tomber l'AJ Auxerre, alors en première moitié de classement dans son groupe de Division 1. En huitième de finale, c'est au tour de l'AS Cannes, un autre club de Division 1, d'être éliminé par les Alsaciens. C'est finalement l'EA Guingamp, finaliste de l'édition précédente, qui vient à bout du FC Mulhouse en quart de finale.
Lors de la saison en National, c'est le Paris FC qui élimine le club au huitième tour.

#### Participations en tant que club amateur (depuis 1998)
Les deux saisons suivant le dépôt de bilan, le club ne parvient pas à aller au-delà du 8e tour, éliminé respectivement par le SC Schiltigheim, et l'US Vandœuvre. En 2002 et 2003, le FCM est écarté avant même le huitième tour,.
Il faut attendre la saison 2003-2004, où le club est paradoxalement relégué en championnat, pour que l'équipe atteigne à nouveau les trente-deuxièmes de finale. Cette performance est reconduite les deux saisons suivantes où, après avoir rencontré le Montpellier HSC en 2004, le FCM est cette fois battu par le SM Caen, puis Sainte-Geneviève Sports.
En 2009-2010, le club brille particulièrement. Après avoir éliminé l'Union sportive Sarre-Union puis les clubs de La Chapelle et de Marquette-lez-Lille, le FC Mulhouse est écarté de la compétition par le tenant du titre, l'EA Guingamp, au stade des huitièmes de finale. À l'inverse, en 2010-2011, le FCM est éliminé dès le septième tour par le SC Schiltigheim.
En 2011-2012, le FCM est éliminé par l'US Créteil-Lusitanos lors des trente-deuxièmes de finale, sur le score de 1-3. La saison suivante, c'est le FC Montceau Bourgogne, également en CFA B, qui élimine le FCM au huitième tour, sur le score de 2-0. Toutefois, en 2013-2014, le FCM n'atteint que le 5e tour, où il est éliminé par le FC Saint-Louis Neuweg (CFA 2) sur le score de 3-0.

### Parcours en Coupe de la Ligue
Le club participe à la Coupe de la Ligue française de football entre 1994 et 1999. Il ne parvient jamais au-delà des seizièmes de finale. Selon le classement réalisé par la Ligue de football professionnel, en 2014-2015, le FC Mulhouse était 55e sur 70, avec cinq saisons et six rencontres disputées, dont une gagnée et quatre perdues, la sixième s'étant achevée aux tirs au but.
| Rang | Équipe        | S | J  | G  | P | BP | BC | diff. |
| ---- | ------------- | - | -- | -- | - | -- | -- | ----- |
| 53   | Évian TG FC   | 6 | 9  | 4  | 5 | 15 | 18 | -3    |
| 54   | Vannes OC     | 5 | 15 | 10 | 5 | 22 | 22 | 0     |
| 55   | FC Mulhouse   | 5 | 6  | 1  | 5 | 7  | 10 | -3    |
| 56   | USL Dunkerque | 3 | 7  | 4  | 3 | 7  | 9  | -2    |
| 57   | Poitiers FC   | 3 | 6  | 3  | 3 | 9  | 11 | -2    |

Le tableau suivant liste les rencontres du FC Mulhouse dans la compétition. L'équipe indiquée en premier joue à domicile.
| Saison    | Préliminaire      | Préliminaire | Premier tour      | Premier tour  | 16e de finale  | 16e de finale | 8e de finale | 8e de finale | Quarts de finale | Quarts de finale | Demi-finale | Demi-finale | Finale | Finale |
| --------- | ----------------- | ------------ | ----------------- | ------------- | -------------- | ------------- | ------------ | ------------ | ---------------- | ---------------- | ----------- | ----------- | ------ | ------ |
| 1994-1995 | Toulouse FC - FCM | 2-1          |                   |               |                |               |              |              |                  |                  |             |             |        |        |
| 1995-1996 | exempt            | exempt       | FCM - Poitiers    | 3-0           | FCM - Niort    | 0-1           |              |              |                  |                  |             |             |        |        |
| 1996-1997 | exempt            | exempt       | Châteauroux - FCM | 2-2 (4-2 tab) |                |               |              |              |                  |                  |             |             |        |        |
| 1997-1998 | exempt            | exempt       | exempt            | exempt        | FCM - Bordeaux | 0-3           |              |              |                  |                  |             |             |        |        |
| 1998-1999 | -                 | -            | Amiens SC - FCM   | 2-1           |                |               |              |              |                  |                  |             |             |        |        |

### Bilan sportif
Le FC Mulhouse compte six saisons en Division 1 et vingt-sept saisons en Division 2, dont sept avec le statut amateur. Il se place en 2012 à la 49e place du classement de première division toutes saisons confondues établi par la Ligue de football professionnel, et au 24e rang pour ce qui concerne la deuxième division.
De plus, le FC Mulhouse totalise quatre saisons au troisième niveau national, dont une en National, trois en Division 3. À cela il faut ajouter quinze saisons au quatrième niveau - en CFA - et une saison au cinquième échelon national, en CFA 2.
De plus, le club mulhousien participe à vingt-et-une saisons en Division nationale amateur, qualificative pour le Championnat de France amateur, dont il remporte à cinq reprises le groupe Est.
De 1903 à 1914, puis de 1940 à 1944, le club mulhousien évolue en championnat allemand,. Il dispute notamment les premières et deuxièmes séries de la Suddeutscher Fussballverband durant la première période, la Gauliga Elsaß, la Coupe d'Allemagne de football, et la phase finale du Championnat d'Allemagne de football durant la seconde période.
Le FC Mulhouse dispute également treize saisons en Division d'Honneur entre 1919 et 1932. Il en dispute encore deux en 1946-1947 et 1947-1948.
|                         | Championnat                              | Saisons | Titres | J   | G   | N   | P   | Bp   | Bc  | Diff |
| Championnat français    | Division 1 (1932-1990)                   | 6       | 0      | 184 | 51  | 35  | 98  | 291  | 440 | -149 |
| Championnat français    | Division 2 (1933-1998)                   | 27      | 0      | 812 | 317 | 220 | 275 | 1123 | 988 | +135 |
| Championnat français    | National (1998-1999)                     | 1       | 0      | 36  | 11  | 7   | 18  | 40   | 56  | -16  |
| Championnat français    | Division 3 (1976-1981)                   | 3       | 0      | 90  | 54  | 15  | 21  | 180  | 96  | +84  |
| Championnat français    | Division Nationale (1948-1970)           | 21      | 5      | 450 | 210 | 112 | 128 | 726  | 506 | +220 |
| Championnat français    | CFA (1999-)                              | 15      | 0      | 500 | 176 | 156 | 168 | 630  | 637 | -7   |
| Championnat français    | CFA 2 (2004-2005)                        | 1       | 0      | 30  | 17  | 9   | 4   | 65   | 33  | +32  |
| Coupe nationale         | Coupe de France (1919-)                  | 92      | 0      | 0   |     |     |     |      |     |      |
| Coupe nationale         | Coupe Peugeot (1930-1932)                | 2       | 1      |     |     |     |     |      |     |      |
| Coupe nationale         | Coupe de la Ligue (1994-1999)            | 5       | 0      | 6   | 1   | 1   | 4   | 7    | 10  | -3   |
| Compétitions allemandes | Suddeutscher Fussballverband (1903-1914) | 11      | 0      |     |     |     |     |      |     |      |
| Compétitions allemandes | Gauliga Elsaß (1940-1944)                | 4       | 3      | 72  |     |     |     | 304  | 72  | +232 |
| Compétitions allemandes | Championnat d'Allemagne (1941-1944)      | 3       | 0      | 9   | 1   | 1   | 7   | 10   | 16  | -6   |

Mise à jour : septembre 2015

### Records et distinctions

#### Joueurs et entraîneurs
Deux entraîneurs du club mulhousien ont été sélectionneurs de l'équipe de France de football après leur passage dans le Haut-Rhin : il s'agit de Georges Boulogne et de Raymond Domenech. Boulogne, malgré un bilan mitigé à la tête des Tricolores, est considéré comme à l'origine du système de détection de jeunes. Quant à Domenech, il remporte le Tournoi de Toulon en 1997 et 2004, et amène l'équipe A en finale de la Coupe du monde de football en 2006.
En 1982, le Voltaïque Issicka Ouattara, auteur de 25 buts, termine meilleur buteur de Division 2, avec le FC Mulhouse. En 1985, le Danois John Eriksen, auteur de 27 réalisations, obtient également ce titre. Le dernier mulhousien à être sacré meilleur buteur de Division 2 est le Yougoslave Tony Kurbos en 1987. En 2009, l'attaquant Thomas Régnier termine meilleur buteur du groupe A de CFA.
Le joueur ayant disputé le plus de matchs avec le FC Mulhouse est le défenseur Hervé Milazzo, qui joue 321 matchs en Division 2, National, CFA et CFA 2 entre 1994 et 1999 puis entre 2004 et 2010. Si l'on se tient uniquement à la Division 1 et à la Division 2, le joueur le plus capé est Marc Keller, avec 134 matchs entre 1986 et 1991, suivi par Pierre Korb, avec 118 matchs entre 1930 et 1937.
Parmi les internationaux ayant évolué au FC Mulhouse, Didier Six, qui évolue en 1984 en Division 2 au FC Mulhouse, fait partie du groupe qui remporte le championnat d'Europe avec l'équipe de France. Pour l'anecdote, Lucien Laurent, le tout premier buteur de l'histoire de la Coupe du monde de football (disputée en 1930 en Uruguay), jouera la saison 1934-1935, sous les couleurs mulhousiennes.

#### Championnat professionnel
La plus large victoire du FC Mulhouse en championnat de France de football de Division 1 date de la première journée du championnat 1934-1935 et est obtenue sur le score de 6-0 face au Nîmes Olympique. La plus large victoire à l'extérieur est un 0-2 obtenu face au SC Fives cette même saison. La plus large défaite est un 8-0 infligé par le FC Sochaux-Montbéliard le 14 novembre 1934.
Le match le plus prolifique en buts en Division 1 est une défaite 8-3 face à l'Olympique de Marseille, datée du 9 décembre 1934. En outre, le seuil des dix buts a été atteint lors de quatre matchs différents, pour autant de défaites : 8-2 face à l'US Valenciennes-Anzin en 1935, deux revers 1-9 face au RC Strasbourg et 6-4 face à l'AS Cannes en 1936, et une défaite 7-3 face à l'Olympique lyonnais en 1983.
En championnat de France de Division 2, la plus large victoire est obtenue le 15 décembre 1983 face au SCO Angers, sur le score de 9-0. La plus large victoire à l'extérieur est 0-4, score obtenu face à Guingamp, Angers et Louhans-Cuiseaux. La plus large défaite est infligée par l'OGC Nice, qui bat les Mulhousiens à domicile sur le score de 1-6 en 1992. Le match le plus prolifique en buts est une défaite 7-3 face au Red Star en décembre 1973.

## Structure du club

### Structures sportives

#### Stade
En 1895, le premier match international du club, contre le Grasshopper Club Zurich devait se jouer près du chemin de Galfingue, mais à la suite d'un mouvement d'humeur du propriétaire du terrain, l'équipe est obligée de déménager au Volksbad. Une vingtaine de spectateurs assiste à cette rencontre.
En 1902, ou 1906 selon les sources, Louis Schwartz, propriétaire du vélodrome de Mulhouse, accepte de louer le terrain au FCM pour un Goldmark Mark. Pour aménager ce terrain, les joueurs ont dû déplacer un kiosque à musique, situé au milieu du terrain. Le club y restera jusqu'en 1914, où il est dissous par les autorités allemandes.
Après la Première Guerre mondiale, les difficultés pour utiliser le stade vélodrome de Mulhouse se font de plus en plus contraignantes. Ainsi, sous l'impulsion de son président Joachim Bloch, le FCM achète un terrain à Bourtzwiller, dans la banlieue mulhousienne. Là, il construit le stade de Bourtzwiller, avec tribunes, vestiaires, piste d'athlétisme. Ce stade fait pendant longtemps la fierté du club mulhousien. L'inauguration a lieu le 4 septembre 1921. Le FC Mulhouse est alors opposé à la célèbre équipe tchécoslovaque de l'AC Sparta Prague, et perd sur le lourd score de 0-6.
En 1979, le FC Mulhouse quitte le stade de Bourtzwiller pour une nouvelle enceinte située dans le quartier de Dornach au bord de la rivière Ill : le Stade de l'Ill, où il évolue encore actuellement. Il est inauguré le 11 août 1979.
Le stade se compose d'une tribune d’honneur de 2 602 places, puis d'une tribune sud dite « Tribune Johansen » d'une capacité de 3 432 places, du nom de Frédéric Johansen, un espoir du club mort brutalement en 1992, à vingt ans. À cela il faut ajouter 4 261 places en gradins non-couverts et 10 008 places en tribunes complémentaires, soit une capacité totale de 11 303 places.
Le record d'affluence est établi en 1989, avec près de 17 500 spectateurs payants pour le match de Division 1 opposant le club mulhousien à l'Olympique de Marseille. Le FCM s'enlisant en Division 2 dans les années 1990, les grosses affluences se font plus rares. Après le dépôt de bilan, le public délaisse le club et les affluences se réduisent à quelques centaines de spectateurs, et seules les affiches de Coupe de France drainent à nouveau sporadiquement du monde au stade, comme en 2005, où près de 7 000 spectateurs se déplacent pour voir le Stade Malherbe de Caen, en trente-deuxième de finale de la Coupe.
Bien qu'aucun changement structurel notable n'ait eu lieu, longtemps, la capacité du stade avait été fixée à 11 303 places pour se conformer aux normes de sécurité. Actuellement, l'équipement est marqué par son obsolescence lié au manque structurel d'entretien par la collectivité. Particulièrement délabrée, la tribune Johansen, est interdite au public (en novembre 2021) avec une probable démolition à la clé. La contenance du stade est inférieure maintenant à 8 000 places

#### Centre de formation
Le FC Mulhouse a durant toute la seconde période de professionnalisme misé sur la formation. Le centre de formation est inauguré en 1985. Jusqu'en 1995, c'est Georges Prost qui en a la responsabilité. En 1989-1990, alors que l'équipe première est en Division 1, le club aligne une équipe réserve en Division 3, et une deuxième équipe réserve en DH Alsace,.
À la fin des années 1990, Gilles Bourges puis Lamine N'Diaye succèdent à Georges Prost. De nombreux joueurs professionnels sont formés au sein de cette structure, parmi lesquels, Mouche Bouafia, Nestor Subiat, Claude Fichaux, Jean-Michel Peuget, Frédéric Garny, Gharib Amzine, Marc Keller ou encore Frédéric Johansen, dont une tribune du stade porte le nom.
Depuis le dépôt de bilan, le club n'a plus de centre de formation et dispense des entraînements à ses jeunes joueurs uniquement en soirée. Une section sports-études est ouverte à l'été 2011.
La première et la seconde réserves ont toutes deux évolué au sein de l'élite régionale voire en championnat national. Le tableau suivant récapitule leur palmarès respectif.
| Équipe B | Équipe C                                                                          |
| - Division 3 - Vice-champion (Est) : 1984 et 1990 - DH Alsace - Champion : 1982 - Promotion d'Honneur Alsace - Champion : 1981 | - DH Alsace - Champion : 1987 - Promotion d'Honneur Alsace - Promu : 1982 et 1985 |

#### Association omnisports
Le FC Mulhouse dépend d'une association omnisports : le FC Mulhouse 1893. Son président est depuis 2002 Francis Wilhelm. Tous les ans, une assemblée générale a lieu à la Maison de l'Ill à Mulhouse. Le FCM omnisports comprend dix sections en 1992. Parmi les principales, on peut citer, en plus de la section football, une section athlétisme, baseball, basket-ball, billard, boxe, handball, tennis, et tennis de table.
Le FCM Basket-ball a notamment remporté le Tournoi des As en 1989.

### Aspects juridiques et économiques

#### Statut juridique et légal
Le club mulhousien est géré depuis 2001 par l'Association Football Club de Mulhouse. Le club était, lors de la seconde période de professionnalisme, une société anonyme d'économie mixte (SEM) à conseil d'administration. En 1981, André Goerig fonde une Société anonyme d'économie mixte sportive dont le capital est détenu à 49 % par la ville de Mulhouse. Cette dernière déclare faillite en 1999, quand la mairie, qui possède alors encore 45 % de la SAEMS, refuse de renflouer les caisses. Le club adopte dès le mois de septembre suivant le statut d'une société anonyme à objet sportif (SAOS). C'est cette dernière qui, liquidée fin 2001, a laissé sa place à l'actuelle association.
Alain Dreyfus devient le président du club en 2008. Francis Daverio, qui avait pris les commandes du club après son dépôt de bilan en 1999-2000, est son vice-président jusqu'en janvier 2012, date à laquelle Salem Zaien, le président des jeunes du club, est élu vice-président à sa place, par 9 voix contre 7. Cette élection fait débat dans la mesure où elle aurait aggravé les divisions internes au sein du club et de son comité directeur. Selon Robert Soussan, manager général du club, les relations au sein du comité directeur du club sont relativement bonnes, et il s'insurge des rumeurs colportées par la presse : « Je n’accepte pas qu’on puisse dire qu’il existe deux groupes à l’intérieur du FC Mulhouse. Il y aurait d’un côté les soutiens au président Dreyfus, de l’autre un groupe avec Robert Soussan et Salem Zaien. »
Organigramme du club pour la saison 2010-2011
|  |  |  |  |  |  |  |  |                                 |                                 |                                 |                                 |                                 |                                 |                           |                           |                               |                               |                               |                               |                               |                               |                           |                           | Président A. Dreyfus         |                              |                              |                              |                              |                              |                                    |                                    |                                    |                                    |                                    |                                    |                                   |                                   |  |  |  |  |  |  |  |  |  |  |  |  |  |  |  |  |
|  |  |  |  |  |  |  |  |                                 |                                 |                                 |                                 |                                 |                                 |                           |                           |                               |                               |                               |                               |                               |                               |                           |                           |                              |                              |                              |                              |                              |                              |                                    |                                    |                                    |                                    |                                    |                                    |                                   |                                   |  |  |  |  |  |  |  |  |  |  |  |  |  |  |  |  |
|  |  |  |  |  |  |  |  |                                 |                                 |                                 |                                 |                                 |                                 |                           |                           |                               |                               |                               |                               |                               |                               |                           |                           |                              |                              |                              |                              |                              |                              |                                    |                                    |                                    |                                    |                                    |                                    |                                   |                                   |  |  |  |  |  |  |  |  |  |  |  |  |  |  |  |  |
|  |  |  |  |  |  |  |  |                                 |                                 |                                 |                                 | Vice-président F. Daverio       | Vice-président F. Daverio       | Vice-président F. Daverio | Vice-président F. Daverio | Vice-président F. Daverio     | Vice-président F. Daverio     |                               |                               | Vice-président F. Wilhelm     | Vice-président F. Wilhelm     | Vice-président F. Wilhelm | Vice-président F. Wilhelm | Vice-président F. Wilhelm    | Vice-président F. Wilhelm    |                              |                              |                              |                              | Président com. des jeunes S. Zaien | Président com. des jeunes S. Zaien | Président com. des jeunes S. Zaien | Président com. des jeunes S. Zaien | Président com. des jeunes S. Zaien | Président com. des jeunes S. Zaien |                                   |                                   |  |  |  |  |  |  |  |  |  |  |  |  |  |  |  |  |
|  |  |  |  |  |  |  |  |                                 |                                 |                                 |                                 | Vice-président F. Daverio       | Vice-président F. Daverio       | Vice-président F. Daverio | Vice-président F. Daverio | Vice-président F. Daverio     | Vice-président F. Daverio     |                               |                               | Vice-président F. Wilhelm     | Vice-président F. Wilhelm     | Vice-président F. Wilhelm | Vice-président F. Wilhelm | Vice-président F. Wilhelm    | Vice-président F. Wilhelm    |                              |                              |                              |                              | Président com. des jeunes S. Zaien | Président com. des jeunes S. Zaien | Président com. des jeunes S. Zaien | Président com. des jeunes S. Zaien | Président com. des jeunes S. Zaien | Président com. des jeunes S. Zaien |                                   |                                   |  |  |  |  |  |  |  |  |  |  |  |  |  |  |  |  |
|  |  |  |  |  |  |  |  |                                 |                                 |                                 |                                 |                                 |                                 |                           |                           |                               |                               |                               |                               |                               |                               |                           |                           |                              |                              |                              |                              |                              |                              |                                    |                                    |                                    |                                    |                                    |                                    |                                   |                                   |  |  |  |  |  |  |  |  |  |  |  |  |  |  |  |  |
|  |  |  |  |  |  |  |  | Secrétaire général J-J. Memheld | Secrétaire général J-J. Memheld | Secrétaire général J-J. Memheld | Secrétaire général J-J. Memheld | Secrétaire général J-J. Memheld | Secrétaire général J-J. Memheld |                           |                           | Trésorier général R. Pfeiffer | Trésorier général R. Pfeiffer | Trésorier général R. Pfeiffer | Trésorier général R. Pfeiffer | Trésorier général R. Pfeiffer | Trésorier général R. Pfeiffer |                           |                           | Trésorier adjoint W. Milliet | Trésorier adjoint W. Milliet | Trésorier adjoint W. Milliet | Trésorier adjoint W. Milliet | Trésorier adjoint W. Milliet | Trésorier adjoint W. Milliet |                                    |                                    | Relations Ligue d'Alsace R. Bruat  | Relations Ligue d'Alsace R. Bruat  | Relations Ligue d'Alsace R. Bruat  | Relations Ligue d'Alsace R. Bruat  | Relations Ligue d'Alsace R. Bruat | Relations Ligue d'Alsace R. Bruat |  |  |  |  |  |  |  |  |  |  |  |  |  |  |  |  |

#### Éléments comptables
Pour le retour du FC Mulhouse en première division en 1989, le président André Goerig annonce un budget de 33 millions de francs, répartis pour un tiers sur les recettes du stade, un tiers sur les publicités, et 11 millions de francs de subventions variées. C'est la dernière saison en date disputée par le club en Division 1.
En 2001-2002, le FC Mulhouse avait un budget de 4 à 5 000 000 F, soit environ 762 245 €, ce qui représente, une fois déflaté en base 2011, près de 921 325 €.
Pour la saison 2007-2008, le FC Mulhouse avait un budget prévisionnel de 914 000 €. À l'orée de la saison suivante, le budget est en hausse, à 1,14 million d'euros.
En 2010-2011, le budget du club s'élève à 1,1 million d'euros. Celui-ci est réduit de moitié et passe à 480 000 € pour la saison 2011-2012. De plus, les subventions de la ville sont également en baisse, 250 000 € en 2011-2012, du fait notamment des résultats sportifs décevants du club en championnat. Il en avait été de même en 2010, quand la ville avait diminué ses subventions de 25 % pour les mêmes raisons. De ce fait, de son arrivée au poste de président en 2008 à 2011, Alain Dreyfus a dû dépenser plus d'un million d'euros à titre personnel pour permettre au club de fonctionner.
En 2014, le président Alain Dreyfus annonce un budget en baisse. Il en est de même pour la saison 2015-2016, où le budget est « revu sensiblement à la baisse » à travers notamment une baisse drastique de la masse salariale, qui passe de 600 000 € à 280 000 €.
| Saison | 2000-2001 | 2001-2002 | 2002-2003 | 2003-2004 | 2004-2005 | 2005-2006 |
| Budget | 0,6M€     | 0,6M€     | 0,3M€     | 0,3M€     | 1,1M€     | 0,5M€     |
| Saison | 2006-2007 | 2007-2008 | 2008-2009 | 2009-2010 | 2010-2011 | 2011-2012 |
| Budget | 4 ou 5MF  | 4MF       | 0,3M€     | 0,9M€     | 1,1M€     | 1,4M€     |
| Saison | 2012-2013 | 2013-2014 | 2014-2015 | 2015-2016 | 2016-2017 |           |
| Budget | nc        | nc        | nc        | 1,1M€     | 0,6M€     |           |

Bien que l'exercice 2010-2011 se soit clos sur un budget excédentaire de 24 000 €, cela est dû à un don de 390 000 €, sans lequel, avec 734 000 € de recettes et 1 070 000 € de dépenses, le FCM aurait été en déficit de 330 000 €. En février 2012, le financier Jafar Hilali, connu pour son mandat à la tête du RC Strasbourg de 2009 à 2011, se dit prêt à investir 300 000 € dans le club. À l'issue de la saison 2013-2014, le FCM accuse un déficit de 300 000 €. Par contre, grâce à l'intervention du président-mécène Alain Dreyfus qui a abandonné une créance de 200 000 €, le club termine l'exercice 2014-2015 sur un excédent de 3 000 €.

#### Équipementiers
En 1980-1981, le club est sous contrat avec Adidas, avant de passer à Pony International (en) puis Duarig au milieu des années 1980.
Au milieu des années 1990, le club est équipé par la société Puma. Alors qu'il est en contrat avec l'entreprise allemande jusqu'en juin 1997, le FC Mulhouse doit passer sous équipement Adidas pour la saison 1995-1996, à la suite d'une décision de la Ligue nationale de football, ce qui ne va pas aller sans poser des problèmes juridiques.
En 2009-2010, le nouvel équipementier du club est Lotto. Ce dernier est maintenu lors des saisons suivantes, et devrait l'être encore pour 2012-2013.

#### Sponsors
Dès la fin des années 1970, puis tout au long des années 1980, le FCM peut compter sur le soutien de la banque mutualiste française du Crédit mutuel sous les différentes dénominations CMDP, et Crédit Mutuel. En 1988-1989, le FC Mulhouse porte sur son maillot le logo de la société de promotion immobilière Habitat Center.
Sur son site officiel, le FC Mulhouse liste en 2011 dix-huit partenaires, dont des entreprises agro-alimentaires, comme l'eau minérale Lisbeth, des banques et assurances, comme Groupama ou Mutuelles du Mans Assurances, mais également des commerçants et entreprises locales. Des associations, comme le Secours populaire, sont également présentes.

## Personnalités du club

### Joueurs emblématiques
Dans les années 1920, l'un des meilleurs joueurs du FCM est Pierre Hornus, un milieu de terrain doté d'un bon tir des deux pieds et d'un excellent jeu de tête, sélectionné en Équipe de France de football A' contre le Luxembourg et le Maroc. Parmi ses coéquipiers, le Tchécoslovaque Vawrik, ou les internationaux Émile Friess et Willy Lieb brillent plus particulièrement.
En 1932-1933, le club participe au championnat professionnel et compte dans ses rangs de nombreux internationaux allemands, comme Willy Kreis. Néanmoins, le Deutsscher Fussball-Bund ne leur accorde pas l'autorisation de sortie, et le club, privé de ces éléments, termine dernier. En 1934, le FCM recrute l'Autrichien Franz Weselik, membre de la Wunderteam autrichienne. Troisième meilleur buteur du championnat pour sa première saison, il se fait remarquer sur le terrain par sa classe et son intelligence.
À cette période, un autre joueur emblématique du club est Pierre Korb, qui en porte le maillot de 1930 à 1937, puis de 1939 à 1941. En 1943-1944, le FCM brille grâce notamment aux internationaux allemands August Klingler, auteur de trente-deux buts, et Edmund Conen, auteur de treize buts, sans oublier le Mulhousien Marcel Schumacher, auteur de vingt réalisations. Son gardien est alors René Heitz.
Après la Seconde Guerre mondiale, le club repasse sous statut amateur. En 1954, Mulhouse accueille l'Algérien Abdelhamid Kermali, futur membre de l'équipe du FLN et l'ancien international français Pierre Ranzoni. Spleith, considéré comme l'un des meilleurs joueurs, est radié en 1956 en raison d'un geste déplacé envers un arbitre.
L'international paraguayen José Parodi signe en 1967. En 1970, alors que le FCM monte en Division 2, il recrute l'international luxembourgeois Ady Schmit, ainsi que d'autres professionnels de Sochaux ou Strasbourg.
De 1973 à 1975, Arsène Wenger fait partie des effectifs mulhousiens. En 1976, le club accueille des joueurs comme Jamin ou Parrado, qui le portent dans le haut du classement. Pour la saison 1979-1980, le club voit l'arrivée du Malien Alou Bagayoko, et de l'ancien international Jean-Pierre Adams. Malgré ces noms, le club est relégué.
Néanmoins, deux ans plus tard, c'est la montée en Division 1. Parmi les joueurs, on peut citer Francis Barthel, Gérard Bernardet, ou encore l'Algérien Salah Assad. En 1983, l'équipe reçoit un renfort de poids en la personne de l'international Didier Six, qui s'avère cependant insuffisant pour assurer la remontée dans l'élite. À l'issue de la saison 1986-1987, malgré des résultats satisfaisants, les observations considèrent que l'entraîneur doit miser sur un effectif dans lequel les jeunes du centre de formation seraient plus présents. En 1987-1988, Abedi Pelé crée du jeu toute la saison. Serge Jenner et Nenad Stojkovic permettent la remontée en D1 en 1989.
Au début des années 1990, le FC Mulhouse, alors en déclin, compte parmi ses joueurs Pascal Rohn et le jeune espoir français Frédéric Johansen. Ce dernier meurt dans un accident de voiture et laisse une profonde marque dans les esprits mulhousiens. En 1991, le club accueille deux internationaux bulgares, le gardien de but Borislav Mikhailov et le milieu de terrain Georgi Georgiev. Les deux sont encore mulhousiens quand ils atteignent la quatrième place de la Coupe du monde 1994. Mikhailov détient par ailleurs le record du nombre de sélections en équipe de Bulgarie.
La révélation de la saison 1995-1996 est Laurent David, qui marque dix buts en trente matchs.
Depuis 1999, le club n'a plus le droit de faire signer des contrats professionnels. Néanmoins, en 2011, Pascal Johansen, ancien joueur de Ligue 1 et petit frère du regretté Frédéric, signe au club. Certains joueurs mulhousiens de nationalité étrangère sont internationaux dans leurs pays, c'est le cas par exemple de Morlaye Cissé et Jean-Vivien Bantsimba en 2009, respectivement pour la Guinée et le Congo, ou Yoann Djidonou, gardien international béninois.
Lors de la saison Régional 1 Homiris 2022-2023, après sa quinzième année au sein de l'effectif de l'équipe « une », le latéral gauche et capitaine Samir Kecha, formé au club, fête sa 345e apparition sous les couleurs « fécémiste ». Il dépasse ainsi un autre joueur emblématique du club Hervé Milazzo.

### Présidents
Le premier président du club, le docteur Émile Rais, est nommé en 1893. De 1893 à 1914, le club est amateur, évolue en championnat allemand, et sera dirigé successivement par M. Platen, Fritz Mennecke, Louis Glassmann, Alfred Lutz, et Paul Hembold. Le président emblématique du FC Mulhouse est Joachim Bloch, en poste de 1910 à 1935, soit près de vingt-cinq ans. Il est remplacé par le talentueux avocat Jean Latscha trois ans après le passage au professionnalisme du club.
Après la Seconde Guerre mondiale, Henri Schumacher arrive à la tête du club. En CFA, trois présidents se succèdent : Sylvain Geissmann, Pierre Hornus, puis Joseph Goetschy, ce dernier décidant d'inscrire le club en Division 2 open en 1970. Lui succèdent Ernest Henna puis André Goerig, un autre président emblématique du FCM, qui choisit le chemin de l'ambition et ramène le club en Division 1. Cependant, à cause des problèmes de gestion récurrents, Goerig est évincé en 1989 et remplacé par Christian Debève, puis Jean-Marc Guillou. S'ouvre alors une période d'instabilité pour le club : en dix ans, sept présidents se succèdent.
Une fois le dépôt de bilan entériné, Francis Daverio devient président. Il est remplacé par Philippe Rauch, puis Joseph Klifa, réalisant tous deux un mandat de quatre ans. De 2008 à 2017, c'est le marchand d'art et philatéliste franco-suisse Alain Dreyfus qui préside le club. En janvier 2017, Alain Dreyfus revend le club à l'investisseur américain Gary Allen qui en devient président, avec pour objectif de relancer le club et ses ambitions. Malheureusement, au fil de sa présidence, ni les résultats sportifs ni les résultats économiques, seront à la hauteur des ambitions affichées par Garry Allen. En juillet 2022, il démissionne alors que le club est relégué administrativement en Régional 1,.
Un seul président exerce la fonction à deux reprises sur deux périodes distinctes, c'est Christian Debève.
En 1997, Jean-François Boetsch décide de démissionner. En mai 2011, Alain Dreyfus, excédé par des propos infondés de Jafar Hilali, démissionne également avant de se rétracter. En mars 2015, Dreyfus annonce une nouvelle démission mais conserve son poste, bien que « lassé » et « désireux de passer la main » après avoir investi d'importants fonds personnels dans le club sans pour autant parvenir à atteindre ses objectifs sportifs.
| Rang | Nom               | Période           |
| ---- | ----------------- | ----------------- |
| 1    | Dr Emile Rais     | 1893-1898         |
| 2    | M. Platen         | 1898-1901         |
| 3    | Fritz Mennecke    | 1902-1906         |
| 4    | Louis Glassmann   | nc                |
| 5    | Alfred Lutz       | nc                |
| 6    | Paul Hembold      | nc                |
| 7    | / Joachim Bloch   | 1910-1935 ou 1938 |
| 8    | Me Jean Latscha   | 1935-1940         |
| 9    | Henri Schumacher  | 1945-1947         |
| 10   | Sylvain Geissmann | 1947-1955         |
| 11   | Pierre Hornus     | 1945-1967         |
| 12   | Joseph Goetschy   | 1967-1973         |

| Rang | Nom                   | Période     |
| ---- | --------------------- | ----------- |
| 13   | Ernest Henna          | 1973-1980   |
| 14   | André Goerig          | 1980-1989   |
| 15   | Christian Debève      | 1989        |
| 16   | Jean-Marc Guillou     | 1989-1990   |
| 17   | Christian Debève (2)  | 1990-1992   |
| 18   | Jean-François Boetsch | 1992-1997   |
| 19   | Marc Léon             | 1997-1999   |
| 20   | Francis Daverio       | 1999-2000   |
| 21   | Philippe Rauch        | 2000-2004   |
| 22   | Joseph Klifa          | 2004-2008   |
| 23   | Alain Dreyfus         | 2008-2017   |
| 24   | Gary Allen            | 2017-2022   |
| 25   | Rayan Zaïen           | depuis 2022 |

### Entraîneurs

#### Les «techniciens de l'Est» (1923-1946)
Le premier entraîneur du FC Mulhouse est le Hongrois Ferenc Nagy, qui arrive au club en 1923. Pierre Weiblen raconte : « je suis allé le chercher à Budapest. [...] C'est au siège du MTK, le club-phare, que j'ai pris contact avec lui. »
Cette arrivée marque une période de « techniciens de l'Est ». En 1927, l'ancien international autrichien Gustav Putzendopler devient entraîneur. Pour la saison 1928-1929, il est remplacé par le Hongrois François Konya. En 1932-1933, c'est l'Autrichien Ferdinand Swatosch qui devient entraîneur-joueur. Néanmoins, ce dernier se blessant en cours de saison, il est suppléé par le gardien Hongrois Franz Platko come entraîneur-joueur.
En 1933-1934, en Division 2, le FCM est entraîné par le Tchécoslovaque Rudolf Hanak. Les deux saisons suivantes, ce sont des internationaux autrichiens, Franz Weselik puis Fritz Kerr, qui entraînent le club mulhousien. À partir de 1937 toutefois, le nom de l'entraîneur mulhousien est méconnu.
Après la guerre, c'est un ancien du club, Joseph Remay, qui revient pour entraîner le FCM en D2, sans succès puisque les Mulhousiens abandonnent le professionnalisme.

#### Les entraîneurs en CFA (1947-1970)

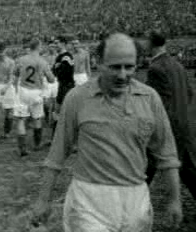
Le Néerlandais Johannes Lambertus de Harder, entraîneur de 1962 à 1964

En Championnat de France amateur de football, le FCM se fera notamment entraîner par Lucien Perpère, champion amateur avec le FC Gueugnon. En 1951-1952, c'est l'ancien international Aimé Nuic qui prend les commandes, avant d'être remplacé par l'Algérien Mohammed Azzouz jusqu'en 1954. C'est lui qui remporte le premier titre de CFA Est du club en 1954.
La saison 1954-1955 voit le FCM, qui finira troisième, est entraîné par Georges Boulogne et Pierre Ranzoni. De 1955 à 1962, c'est Émile Rummelhardt qui occupe le poste d'entraîneur, à l'exception de la saison 1958-1959, où il est remplacé par un certain Richardot. En 1962, c'est le fameux international néerlandais Johannes Lambertus de Harder qui arrive à ce poste. À 44 ans, il y remporte son dernier titre en gagnant la Coupe d'Alsace de football 1964.
Remplacé pour 1964-1965 par Lucien Mille, l'entraîneur est de 1965 à 1967 le Franco-polonais Maryan Borkowski, ancien entraîneur joueur du FC Gueugnon. À partir de 1967, Léon Deladerrière, ancien international français et entraîneur du Toulouse FC, devient entraîneur.

#### Les entraîneurs en Division 1, 2, et 3 (1970-1998)
Léon Deladerrière reste en poste encore trois ans après le passage à la Division 2.
En 1973, Robert Alonso remplace Léon Deladerrière, parti sur un coup de tête entraîner l'US Boulogne. Le 04 mai 1974, pour la 31ème journée en Division 2 à Cannes, Robert Alonso titularise Jacky Hund au poste de gardien de but et Roland Bissel au poste d'avant centre. Tout premier match en D2, pour chacun des deux joueurs. L'équipe, composée entre autres de Michel Duval, Dieter Hackl, Arsène Wenger, Guy Deladerrière, José Sanchez, Joseph Hoffsess, Max Siffert, Jean-Marie Zimmermann a ramené les 3 points du match gagné 1-3 (avec le point de Bonus pour 3 buts marqués) ! Néanmoins, à l'issue d'une saison 1973-1974 moyenne, Robert Alonso est remplacé par Marcel Schlotter qui ne parvient pas à redresser la barre. Le FC Mulhouse engage alors Paul Frantz, venu du RC Strasbourg, pour une opération de maintien en D2 au terme de la saison 1974/1975, opération menée et réussie, en duo avec Marcel Schlotter. Malgré le maintien, le contrat de Paul Frantz n'a pas été reconduit pour la saison suivante 1975/1976. Marcel Schlotter a été remplacé par Roland Merschel après la relégation en Division 3 de 1976.
Grâce à ce changement d'entraîneur, le FCM remonte au bout de deux saisons réussies. Bien que Merschel ait du mal à gérer certains joueurs à fort caractère dans le groupe, il réussit toutefois à maintenir le club en Division 2, jusqu'en 1980. La relégation en division inférieure amène Eugène Battmann à la tête de l'équipe première. Toutefois, au bout d'un an, c'est Jean-Marc Guillou qui le remplace, alors en Division 1. Après son départ pour l'AS Cannes, Battmann retrouve le poste d'entraîneur. En 1983, Gérard Banide, arrive de l'AS Monaco pour entraîner l'équipe-fanion.

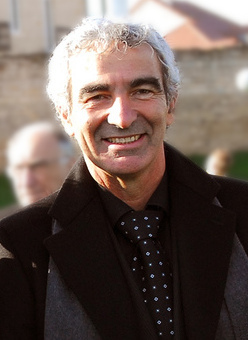
Raymond Domenech est entraîneur de 1984 à 1988

De 1984 à 1988, Raymond Domenech fait du FCM un ténor de la Division 2, mais ne parviens pas à faire monter le club en Division 1. La saison 1988-1989, où Didier Notheaux est entraîneur, sera celle de la promotion. Il est maintenu pour 1989-1990, mais ne parvient pas à pérenniser le FCM en Division 1. De 1990 à 1992, Robert Dewilder tente de relever la barre. Il sera ensuite remplacé par Bernard Genghini, jusqu'en 1995.
Jusqu'en 1997, Christian Sarramagna est entraîneur. Il démissionne et est remplacé par Gilles Bourges, du centre de formation. Au mois d'avril 1998, alors que le club semble promis à la relégation, il est évincé et remplacé par Lamine N'Diaye.

#### Saison en National puis CFA et CFA 2 (depuis 1998)
La saison en National voit plusieurs entraîneurs se succéder à la tête du club. Lamine N'Diaye, en poste jusqu'en décembre, retrouve le centre de formation et est remplacé par Eugène Battmann.
Le premier entraîneur du FC Mulhouse en CFA est Bruno Scipion, de 1999 à 2001. À l'époque, il avait dit au président Rauch « Vous serez toujours en CFA dans dix ans », ce qui prouve la fracture entre l'encadrement technique et bureaucratique. Après Scipion, ce sont Damien Ott, puis Jacky Lemée qui entraînent le club. C'est sous la direction de Maurice Danelon, un ancien du centre de formation du RC Strasbourg, que le club tombe en CFA 2.
Après cette chute, Damien Ott est rappelé au FC Mulhouse. Il y restera jusqu'en 2008, où il est remplacé par Albert Falette.
À la suite des mauvais résultats d'Albert Falette, Alain Dreyfus nomme Laurent Croci entraîneur en 2010, qui a notamment à son palmarès un titre de CFA avec l'Olympique Croix-de-Savoie 74. À l'issue de la saison 2011-2012, les supporters se mobilisent pour qu'il reste au club une troisième saison. En effet, selon Eugène Battmann, les mauvais résultats du club sont liés à la mauvaise stabilité de l'encadrement technique. Il dit notamment à la presse « on change d’entraîneur, de joueurs alors qu’il faudrait du temps pour refaire une équipe et créer une osmose ». À l'issue de la saison 2012-2013, Gharib Amzine, entraîneur adjoint, remplace Laurent Croci à la tête de l'équipe première. Hakim Aibèche le remplace en 2015.
À partir de 2016, l'irrégularité des résultats entraîne une plus grande instabilité du poste d'entraîneur. L'ancien joueur Franck Priou est appointé mais limogé dès janvier 2017. L'entraîneur Noël Tosi le remplace alors, avec « effet immédiat ». Ce dernier ne parvient pas à maintenir le club en CFA, et part « d'un commun accord avec le club » en juin 2017. Carlos Inajeros remplace Tosi en tant qu'entraineur pour commencer la saison 2017/2018. Le FC Mulhouse revient avec de grands changements au niveau du staff et des joueurs, un grand mouvement de l'ossature de l'équipe des saisons précédentes est effectuée.

#### Liste des entraîneurs
Le tableau suivant récapitule la liste des entraîneurs du FC Mulhouse de 1932 à nos jours. En tout, ils sont 46 connus à se succéder à la tête de l'équipe première.
Deux entraîneurs exercent la fonction à deux reprises sur deux périodes distinctes, Émile Rummelhardt, de 1955 à 1958 puis de 1959 à 1962, et Damien Ott, en 2001-2002, puis de 2004 à 2008.
Un entraîneur exerce la fonction à trois reprises sur trois périodes distinctes, c'est Eugène Battmann, en poste en 1980-1981, 1982-1983, et 1998-1999.
| Rang | Nom                 | Période   |
| ---- | ------------------- | --------- |
| 1    | Ferdinand Swatosch  | 1932      |
| 2    | Franz Platko        | 1932-1933 |
| 3    | Rudolf Hanak        | 1933-1934 |
| 4    | Franz Weselik       | 1934-1935 |
| 5    | Fritz Kerr          | 1935-1936 |
| 6    | Emile Grienenberger | 1939-1945 |
| 7    | Joseph Remay        | 1945-1946 |
| 8    | Lucien Perpère      | 1947-1951 |
| 9    | Aimé Nuic           | 1951-1952 |
| 10   | Mohammed Azzouz     | 1952-1954 |
| 11   | Pierre Ranzoni      | 1954-1955 |
| 12   | Georges Boulogne    | 1955      |
| 13   | Émile Rummelhardt   | 1955-1958 |
| 14   | Richardot           | 1958-1959 |
| 15   | Émile Rummelhardt   | 1958-1962 |
| 16   | J. L. de Harder     | 1962-1964 |

| Rang | Nom                  | Période                    |
| ---- | -------------------- | -------------------------- |
| 17   | Lucien Mille         | 1964-1965                  |
| 18   | Maryan Borkowski     | 1965-1967                  |
| 19   | Léon Deladerrière    | 1967-1973                  |
| 20   | Pierre Alonso        | 1973-1974                  |
| 21   | Marcel Schloetter    | 1974-1976                  |
| 22   | Roland Merschel      | 1976-1980                  |
| 23   | Eugène Battmann      | 1980-1981                  |
| 24   | Jean-Marc Guillou    | 1981-1982                  |
| 25   | Eugène Battmann      | 1982-1983                  |
| 26   | Gérard Banide        | 1983-1984                  |
| 27   | Raymond Domenech     | 1984-1988                  |
| 28   | Didier Notheaux      | 1988-1990                  |
| 29   | Robert Dewilder      | 1990-1992                  |
| 30   | Bernard Genghini     | 1992-1995                  |
| 31   | Christian Sarramagna | 1995 – novembre 1996       |
| 32   | Gilles Bourges       | Novembre 1996 – avril 1998 |

| Rang | Nom                | Période                     |
| ---- | ------------------ | --------------------------- |
| 33   | Lamine N'Diaye     | Avril-Décembre 1998         |
| 34   | Eugène Battmann    | Décembre 1998-1999          |
| 35   | Bruno Scipion      | 1999-2001                   |
| 36   | Damien Ott         | 2001-2002                   |
| 37   | Jacky Lemée        | 2002-2003                   |
| 38   | Jean-Paul Pfertzel | 2003                        |
| 39   | Maurice Danelon    | 2003-2004                   |
| 40   | Damien Ott         | 2004-2008                   |
| 41   | Albert Falette     | 2008-2010                   |
| 42   | Laurent Croci      | 2010-2013                   |
| 43   | Gharib Amzine      | 2013-2015                   |
| 44   | Hakim Aibeche      | 2015-2016                   |
| 45   | Franck Priou       | 2016-Janvier 2017           |
| 46   | Noël Tosi          | Janvier-Juin 2017           |
| 47   | Carlos Inajeros    | 2017-2018                   |
| 48   | Éric Descombes     | 2018-septembre 2021         |
| 49   | Youssef Adnane     | septembre 2021-février 2022 |
| 50   | Cédric Fauré       | février 2022-juin 2022      |
| 51   | Éric Descombes     | 2022-septembre 2022         |
| 52   | Hakim Aibeche      | depuis septembre 2022       |

## Image et identité

### Rivalités et amitiés
En 1990, les supporters de Mulhouse, représentés par la Brigade Ultra 1988, scellent une amitié tenace avec les Parisiens Boulogne Boys. En 1991-1992, le club scelle une autre amitié avec les Devils du FC Girondins de Bordeaux, et peu de temps après, rompt définitivement avec les Boulogne Boys.
C'est également cette année qu'a lieu la rupture définitive avec les supporters de l'AS Nancy-Lorraine, rupture qui se concrétise par des affrontements entre supporters nancéiens venus armés, et supporters mulhousiens. En 1998, des affrontements ont encore lieux à Nancy.

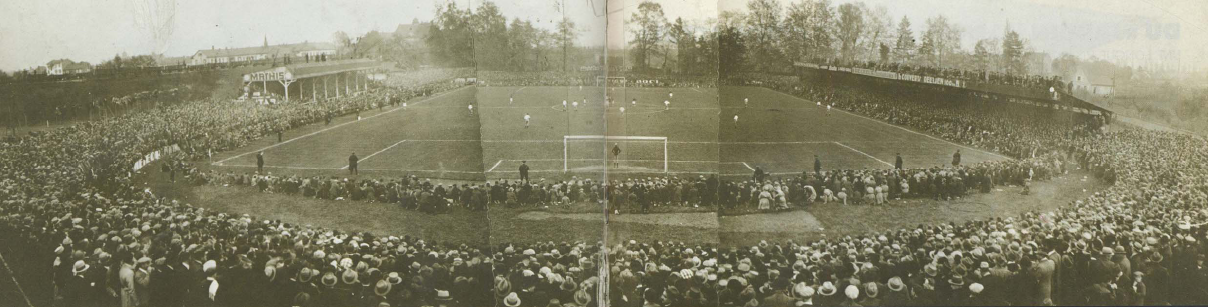
Rencontre RC Strasbourg-FC Mulhouse en Division 1, le 4 novembre 1934 au stade de la Meinau

Mais la plus grande rivalité est celle qui oppose le club au RC Strasbourg. Les deux clubs se sont croisés à neuf reprises en Division 1 ou Division 2, et le bilan est plutôt équilibré : huit victoires pour Mulhouse, et neuf pour Strasbourg. Néanmoins, le parcours en dents de scie du FC Mulhouse ne lui a jamais permis de concurrencer sérieusement le club strasbourgeois et Pierre Hugonin, journaliste sportif au journal L'Alsace, dit « Mulhouse a eu ses moments de gloire mais seul le Racing est resté ».
Dans les années 2000 et 2010, le véritable rival du FC Mulhouse est son voisin colmarien des SR Colmar. En effet, le match, qui s'est joué six fois depuis 2004, est décrit par les supporters comme un véritable derby du Haut-Rhin qui attire du monde dans les stades, près de 2 000 lors des confrontations de 2009-2010,, ce qui constitue une affluence exceptionnelle à ce niveau, l'affluence moyenne y étant bien plus faible. En 2011, Alain Dreyfus n'a pas hésité à critiquer les voisins colmariens lors d'un entretien accordé au Monde du Foot.

### Couleurs et blason
Les couleurs du FC Mulhouse sont le bleu et le blanc.
Le logo du FC Mulhouse reprend la roue présente sur le blason de la ville de Mulhouse. Cette roue symbolise celle d'un moulin, Mülhausen signifiant en allemand la maison du moulin.
Le premier fanion du club est dessiné après la guerre par la femme du Président Joachim Bloch, en réponse à un fort engouement populaire. L'objet est dévoilé pour la première fois le 4 septembre 1921, lors de l'inauguration du stade de Bourtzwiller. C'est un drapeau avec en son centre une ligature des lettres FCM.
Le logo est toujours dans les tonalités rouges, ou bleues. Au début des années 2000, il portait la mention FCM 2000. Le logo de 2005 reprend dans un blason bleu le symbole de la roue, d'où se détache la silhouette blanche d'un joueur de football, et les lettres FCM. En 2017, la mention « Grand-Est » lui est adjointe[réf. nécessaire].
En 2020 le club refond à nouveau son logo en reprenant la forme des armoiries de la ville et les éléments clés qui caractérisent le riche passé industriel et médiéval de la ville.

Le blason de Mulhouse
Logo historique des années 1920
Logo des années 1930 aux années 1980
Logo dans les années 1980
Logo de 1988 à 1992
Logo du début des années 2000
Logo de 2005 à 2017
Logo de 2017 à 2020
Logo depuis 2020

### Dénomination du club
Certains historiens considèrent que le club ne change pas de nom de sa création jusqu'en l'an 2000, ce qu'il convient néanmoins de nuancer. Le club est fondé en 1893 sous le nom de Fußball Club Mülhausen 1893. En 1914, le club, qui a fusionné avec le FC Victoria, ne change pas de nom. Il le conservera encore jusqu'à sa dissolution, au début de la grande guerre.
En 1919, le nom est francisé en Football Club de Mulhouse 1893. Sous ce nom, le FCM participe à la DH alsacienne, et au championnat de France professionnel de première et de seconde division. La Seconde Guerre mondiale est synonyme pour le FC Mulhouse de retour en championnat allemand. Alors que les autorités du Reich souhaitaient que le club adopte un nom à consonance germanique comme Spielgemeinschaft Mülhausen (littéralement Société Sportive de Mulhouse), le président parvient à conserver l'appellation Football Club en prétextant qu'il existait des FC Nürnberg et des SC Freiburg autorisés à conserver le C à la place du K. De ce fait, le club mulhousien retrouve son nom originel : Fußball Club Mülhausen 1893.
Après la guerre, le FCM retrouve son nom francisé. Il le conservera sans interruption jusqu'en 1989. À cette date, la SAEMS FC de Mulhouse est cédée à la SAEMS FC de Mulhouse Sud-Alsace à la suite d'un dépôt de bilan. De 2000 à 2005, le club est dénommé FC Mulhouse 2000.
Depuis 2005, le club s'appelle Football Club de Mulhouse.

### Affluences
Les affluences du FC Mulhouse dépendent fortement des résultats sportifs de l'équipe. Dans les années 1970, les affluences au stade de Boutzwiller diminuent lentement, alors que les résultats de l'équipe en Division 2 se font de plus en plus moyens ; résultats qui se traduisent par une relégation en Division 3 en 1976. Avec la remontée en D2 et l'ouverture du stade de l'Ill, l'affluence moyenne à domicile double (879 spectateurs, de 811 à 1 690).
Le FC Mulhouse réalise ses meilleures moyennes sur la période 1981-1990. La meilleure progression se fait entre la saison 1980-1981 et la saison 1981-1982 : de 1 765 spectateurs, on passe à 5 546, soit une hausse de 214 %. La plus forte baisse se fait entre la saison 1989-1990 et la saison 1990-1991 : de 6 924 spectateurs en Division 1, on passe à 2 219 en Division 2 l'année suivante.
Aujourd'hui en CFA, le FC Mulhouse ne parvient plus à mobiliser les foules.
Le record d'affluence moyenne est réalisé lors de la saison 1982-1983, avec 8 077 spectateurs par match à domicile.
| - Saison au premier niveau (D1) - Saison au deuxième niveau (D2) - Saison au troisième niveau (D3 / National) - Saison au quatrième niveau (CFA) |

### Supporteurs
Bien que les groupes de supporters soient rares en Championnat de France amateur, les supporters mulhousiens sont toujours présents et 400 spectateurs en moyenne assistent aux matchs au Stade de l'Ill.
C'est au début des années 1980 que se développent les groupes de supporters mulhousiens et notamment lors de la saison 1981-1982 qu'apparaissent les premiers drapeaux ou klaxons. Les affluences du club sont alors d'environ 2 000 spectateurs et c'est au printemps 1982, après un match contre l'US Nœux-les-Mines, que la presse parle pour la première fois de kop. La même année, à l'issue de la saison, est fondé le Supporters Club de l'Ill.
Les Mulhousiens se déplacent alors en masse pour voir jouer leur équipe et sont notamment près de 5 000 à assister à un match face au FC Sochaux-Montbéliard en Division 1. À cette époque, le FCM enregistre des affluences supérieures à 10 000 spectateurs à domicile en championnat.
En janvier 1985, les supporters du FC Mulhouse fondent le Fan Club Drei Eckland. Cet évènement est très marquant pour le club, car ce groupe, qui comptait alors une quarantaine de membres, est le premier réellement organisé. En 1986, toute l'Alsace voit la création officielle du Kop Mulhouse, une association loi de 1901. Cette organisation a pour particularité de dessiner des banderoles géantes déployées dans les stades et de produire moult produits dérivés. La même année, ce ne sont pas moins de 8 000 Mulhousiens qui se déplacent au stade de la Meinau pour assister à un match face au rival du RC Strasbourg, match gagné 3-4.
Malgré une certaine perte de vitesse du club et de ses supporters, en 1988, quelques membres du FCDE quittent le groupe pour en fonder un autre : la Brigade Ultra 1988. Parmi les premiers déplacements, un se déroule à plus de 1 000 km pour voir une rencontre à Quimper. En février 1990 sort le premier numéro de la revue B.U.S.E. (Brigade Ultra Supporters Éditions). En 1991, les BU88 passent de 60 à 82, puis 91 membres.
En 1993, période de recul sportif du FCM, et de baisse de régime de la BU88, un nouveau groupe d'ultras est fondé : les Sud Alsace Fans. C'est par ailleurs dans les années 1990 que les BU88 commencent à s'opposer à la direction du club, à travers des banderoles hostiles, comme « ambition : 5 premiers, résultat : 5 derniers, 5 ans que ça dure y'en a marre ! » face aux Chamois Niortais.